# Worms

Logo der „Nibelungenstadt Worms“

Worms [vɔʁms], im rheinhessischen Dialekt: [vɔms] (lat. Wormatia, Borbetomagus oder Civitas Vangionum; auch Worms am Rhein; abgekürzt Worms/Rh.; inoffiziell Nibelungenstadt) ist eine kreisfreie Stadt am linken Rheinufer im Südosten von Rheinland-Pfalz. Das Mittelzentrum mit Teilfunktionen eines Oberzentrums liegt am Rand sowohl der Metropolregion Rhein-Neckar als auch des Rhein-Main-Gebiets. Aufgrund dieser Lage wird es gleichzeitig der Planungsregion Rheinhessen-Nahe und der Metropolregion Rhein-Neckar (in der die Planungsregion Rheinpfalz aufgegangen ist) zugeordnet.
Die von den Kelten gegründete heutige Mittelstadt wetteifert mit Augsburg, Trier und Kempten um den Titel der ältesten Stadt Deutschlands. Worms ist der deutsche Vertreter im Most Ancient European Towns Network (Arbeitskreis der ältesten Städte Europas).
Bekannt ist Worms auch als Nibelungen- und Lutherstadt und für seinen christlichen Dom. Dieser ist neben dem Mainzer und dem Speyerer Dom einer der drei romanischen Kaiserdome in Deutschland. Worms (jiddisch ווירמייזא Wermajze) war seit dem 12. Jahrhundert bis etwa zur Mitte des 14. Jahrhunderts eine von drei SchUM-Städten und ein Zentrum aschkenasisch-jüdischer Kultur im deutschsprachigen Raum.

## Geographie

### Geographische Lage
Worms liegt im Ostteil von Rheinland-Pfalz in der Oberrheinischen Tiefebene. Es befindet sich im Südostteil der Region Rheinhessen zwischen Mainz (ca. 40 Kilometer nördlich) und Ludwigshafen (ca. 20 Kilometer südlich) am linken, westlichen Rheinufer. Im nördlichen Stadtgebiet mündet die Pfrimm in den Rhein. Die südlichen Stadtteile werden vom ebenfalls in diesen Strom mündenden Eisbach (hier auch Altbach genannt) durchflossen. Im äußersten Südosten der Stadt verläuft der Unterlauf des Eckbachs, der ebenfalls in den Rhein fließt.
Im Südwesten von Worms, 15 km entfernt, liegen die Ausläufer des Pfälzerwalds, im Westen die Hügellandschaft des Wonnegaus, jenseits des Rheins schließt sich an die Ebene der hessische Teil des Odenwalds an.
Die niedrigste Stelle von Worms liegt mit 86,5 m ü. NHN beim nördlichen Stadtteil Ibersheim auf der ehemaligen Flussinsel Ibersheimer Wörth, die höchste Stelle befindet sich mit 167 m an der westlichen Stadtgrenze zwischen dem Stadtteil Pfeddersheim und dem westlich angrenzenden Nieder-Flörsheim unmittelbar an der Nieder-Flörsheimer Straße (Landesstraße 443).

### Einzugsgebiet
Als Mittelzentrum ist Worms dem Wonnegau mit den Verbandsgemeinden Eich, Monsheim und Wonnegau direkt zugeordnet. Zum Einzugsgebiet der Stadt gehören ferner Teile des Hessischen Rieds sowie der nördlichen Vorderpfalz.
Worms liegt im Norden der Metropolregion Rhein-Neckar beziehungsweise im Südwesten des Rhein-Main-Gebiets und gilt aufgrund seiner Lage gleichzeitig als Bindeglied zwischen diesen Verdichtungsräumen. Deshalb gehört die Stadt raumplanerisch sowohl zur Planungsregion Rheinhessen-Nahe als auch zur Planungsregion Rheinpfalz, die vom Verband Region Rhein-Neckar planerisch betreut wird.

### Stadtgliederung
Worms ist in acht Stadtbezirke mit 19 Stadtteilen gegliedert. Die 13 eingemeindeten Stadtteile (Untergliederungen der Stadtbezirke 4 bis 7), die gleichzeitig neben der zentralen Gemarkung Worms Gemarkungen bilden, besitzen als Ortsbezirke jeweils Ortsbeirat und Ortsvorsteher.
| Stadtteil                            | Fläche ha | Einwohner | Lage zum Stadtzentrum             | eingemeindet    | Gemarkungs- schlüssel | Postleitzahl | Telefonvorwahl |
| ------------------------------------ | --------- | --------- | --------------------------------- | --------------- | --------------------- | ------------ | -------------- |
| Stadtbezirk 0 Innenstadt             |           |           |                                   |                 |                       |              |                |
| 01 Stadtzentrum                      | 0086      | 08.735    |                                   | –               | 073911                | 67547        | 06241          |
| Stadtbezirk 1 Stadtgebiet Süd        |           |           |                                   |                 |                       |              |                |
| 11 Innenstadt Süd                    | 0261      | 05.283    | südlich angrenzend                | –               | 073911                | 67547        | 06241          |
| 12 Karl-Marx-Siedlung                | 0643      | 01.117    | südlich des Zentrums (3 km)       | –               | 073911                | 67547        | 06241          |
| Stadtbezirk 2 Stadtgebiet Nord       |           |           |                                   |                 |                       |              |                |
| 21 Innenstadt Nord                   | 0723      | 09.725    | nördlich angrenzend               | –               | 073911                | 67547        | 06241          |
| Stadtbezirk 3 Stadtgebiet Südwest    |           |           |                                   |                 |                       |              |                |
| 31 Innenstadt West                   | 0155      | 10.001    | westlich angrenzend               | –               | 073911                | 67549        | 06241          |
| 32 Innenstadt Südwest                | 0176      | 02.057    | südwestlich angrenzend            | –               | 073911                | 67549        | 06241          |
| Stadtbezirk 4 Westliche Vororte      |           |           |                                   |                 |                       |              |                |
| 41 Pfiffligheim                      | 0393      | 03.386    | westlich des Zentrums             | 1. Oktober 1898 | 073913                | 67549        | 06241          |
| 42 Hochheim                          | 0242      | 03.538    | nordwestlich des Zentrums         | 1. Oktober 1898 | 073909                | 67549        | 06241          |
| 43 Neuhausen                         | 0185      | 10.508    | nördlich des Zentrums             | 1. April 1898   | 073910                | 67549        | 06241          |
| 44 Herrnsheim                        | 1217      | 06.270    | im Norden der Stadt (5 km)        | 1. April 1942   | 073903                | 67550        | 06241          |
| 45 Leiselheim                        | 0259      | 02.104    | außerhalb im Westen (4 km)        | 1. April 1942   | 073914                | 67549        | 06241          |
| Stadtbezirk 5 Südwestlichen Vororte  |           |           |                                   |                 |                       |              |                |
| 51 Horchheim                         | 0575      | 04.795    | südwestlich des Zentrums (4,5 km) | 1. April 1942   | 073908                | 67551        | 06241          |
| 52 Weinsheim                         | 0417      | 02.780    | im Südwesten der Stadt (4 km)     | 1. April 1942   | 073912                | 67551        | 06241          |
| 53 Wiesoppenheim                     | 0354      | 01.733    | außerhalb im Südwesten (5,5 km)   | 7. Juni 1969    | 073907                | 67551        | 06241          |
| 54 Heppenheim                        | 1126      | 02.207    | außerhalb im Südwesten (9 km)     | 7. Juni 1969    | 073906                | 67551        | 06241          |
| Stadtbezirk 6 Westliche Außenbezirke |           |           |                                   |                 |                       |              |                |
| 61 Pfeddersheim                      | 1187      | 07.025    | außerhalb im Westen (7 km)        | 7. Juni 1969    | 073905                | 67551        | 06247          |
| 62 Abenheim                          | 1090      | 02.512    | außerhalb im Nordwesten (10 km)   | 7. Juni 1969    | 073904                | 67550        | 06242          |
| Stadtbezirk 7 Nördliche Vororte      |           |           |                                   |                 |                       |              |                |
| 71 Rheindürkheim                     | 0812      | 02.923    | außerhalb im Norden (8 km)        | 7. Juni 1969    | 073902                | 67550        | 06242          |
| 72 Ibersheim                         | 0972      | 00.714    | außerhalb im Norden (13 km)       | 7. Juni 1969    | 073901                | 67550        | 06246          |

### Klima

Niederschlagsmittelwerte von Worms für den Zeitraum von 1961 bis 1990

Worms gehört zu der Klimazone der Mittelbreiten und befindet sich im Übergangsbereich vom See- zum Kontinentalklima. Aufgrund seiner Lage in der Oberrheinischen Tiefebene zwischen Pfälzerwald und Donnersberg im Westen sowie Bergstraße und Odenwald im Osten ist Worms einer der wärmsten und trockensten Orte Deutschlands.
Lufttemperatur
Das langjährige Mittel der Lufttemperatur des Zeitraums 1951 bis 1980 beträgt 10,3 °C. In den vergangenen Jahren wurde eine Steigerung des Jahresmittels der Lufttemperatur beobachtet. So betrug im Jahr 2008 die gemittelte Lufttemperatur an der Hagenstraße 12,2 °C, während im gleichen Zeitraum fünf Kilometer weiter westlich in Worms-Leiselheim eine gemittelte Lufttemperatur von 11,3 °C gemessen wurde. Die Lufttemperatur betrug für das Jahr 2007 (gemittelt) an der Hagenstraße 12,7 °C und in Leiselheim 11,7 °C. Der höhere Durchschnittswert von +1K der Jahresmitteltemperatur an der Hagenstraße im Vergleich zur Wetterstation Worms-Leiselheim basiert hauptsächlich auf den meist wärmeren innerstädtischen Temperaturwerten. In Worms ist der wärmste Monat aktuell Juli mit 24 Grad Celsius Tagestemperatur. Dagegen ist der kälteste Monat Januar mit durchschnittlich 3 Grad Celsius. Die Tageshöchstwerte im Jahresmittel in Worms liegen bei 14 Grad Celsius. In der Nacht liegt der Durchschnitt bei 4 Grad Celsius.
Niederschlag
Die gemittelte Niederschlagsmenge des Zeitraums von 1961 bis 1990 beträgt 608 mm. Der Niederschlag fällt vor allem in den Monaten Mai, Juni und Juli. Im Jahr 2008 betrug der Jahresniederschlag an der Hagenstraße 492,2 mm, während im gleichen Zeitraum fünf Kilometer weiter westlich in Worms-Leiselheim ein Jahresniederschlag von 529,4 mm gemessen wurde.
Die Niederschlagsmengen betrugen für das Jahr 2007 (gemittelt) – Hagenstraße 545,8 mm – Leiselheim 622,6 mm. Die Niederschläge sind niedrig. Sie liegen im unteren Viertel der in Deutschland erfassten Werte. An 23 % der Messstationen des Deutschen Wetterdienstes werden niedrigere Werte registriert. Der trockenste Monat ist der Februar, die meisten Niederschläge fallen im Juli. Im Juli fallen 2-mal mehr Niederschläge als im Februar. Die Niederschläge variieren verhältnismäßig stark. An 69 % der Messstationen in Deutschland werden niedrigere jahreszeitliche Schwankungen registriert.
Sonnenscheindauer
Das langjährige Mittel (1951–1980) beträgt 1709,7 Stunden. In den vergangenen Jahren wurde in Leiselheim eine Steigerung des Jahresmittels der Sonnenstunden beobachtet. Im Jahr 2007 gab es 2007 Std. Sonne, eine Abweichung zum langjährigen Mittel von + 297,3 Std. bzw. + 17,4 %, im Jahr 2008 wurden 1886 Stunden ermittelt. Das ist eine Abweichung zum langjährigen Mittel von + 176,3 Std. bzw. + 10,3 %. In den Jahren 2009 und 2010 waren die Abweichungen noch markanter, + 343,3 Std. bzw. + 20,1 % (2009) und + 357,3 Std. bzw. + 20,9 % im Jahr 2010. Aktuell liegt die Sonnenscheindauer bei ca. 4 Stunden pro Tag.

## Geschichte

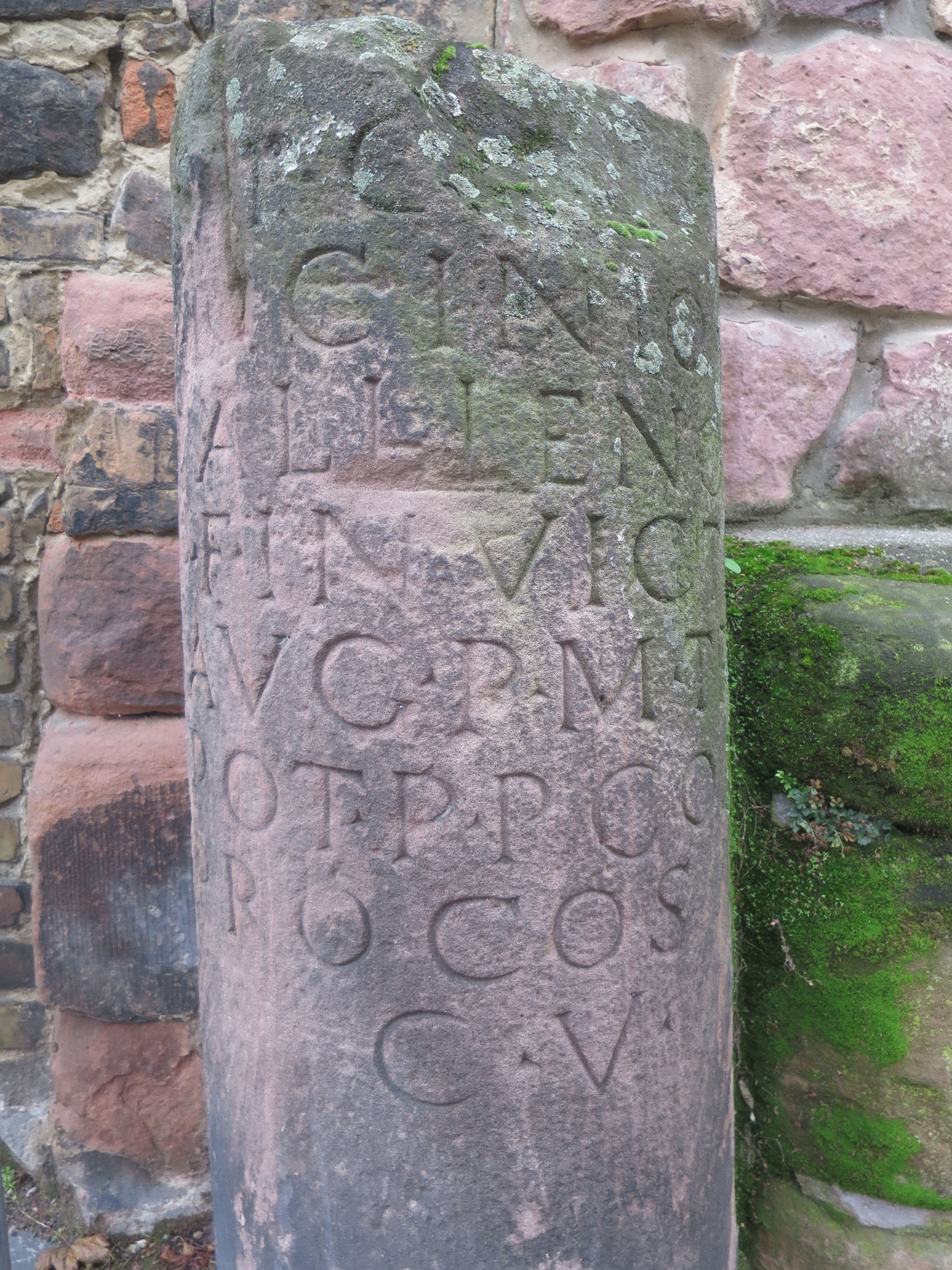
Römischer Meilenstein an der Ecke Römerstraße / Wollstraße. In der unteren Zeile: „C•V“ für Civitas Vangionum

### Name
Die älteste überlieferte Form des Ortsnamens (Borbetomagus oder Bormetomagus) ist keltischen Ursprungs und wird auf einen Begriff für Wasser oder Quelle beziehungsweise die davon abgeleiteten Namen eines Gottes Bormo oder eines Flüsschens zurückgeführt. In der latinisierten Endung -magus hat sich das keltische Wort für Feld, Wiese, Ebene, erhalten. Der Name würde also Quellenfeld, Feld des Bormo oder Feld an der Bormita bedeuten. Das nachmalige Worms wurde Hauptort des halbautonomen Verwaltungsbezirks (lat. Civitas) Civitas Vangionum. Dieser war nach dem hier seit dem ersten nachchristlichen Jahrhundert ansässigen Stamm der Vangionen benannt. Vangionen nannten sich die Wormser noch bis in das 16. Jahrhundert. Von dieser Bezeichnung ist der Name Wangengau für die Umgebung von Worms abgeleitet, der dann vom Volksmund in das verständlichere Wonnegau umgesetzt wurde. Der deutsche Name Worms, wie die Stadt seit dem 6./7. Jahrhundert heißt, geht jedoch auf das gallo-keltische Borbetomagus/Bormetomagus zurück. Durch einen späteren Lautwandel wurde das anlautende B zu W. So wandelte sich Borbetomagus in der Sprache der germanischen Siedler im Frühmittelalter schließlich zu Warmazfeld, Warmazia/Varmacia, Wormazia/Wormatia und am Ende zu Worms. Die lateinische Form Wormatia ist im alten hebräischen Namen der Stadt, die im Mittelalter eine bedeutende jüdische Gemeinde aufwies, als Warmaisa (hebräisch וורמש) noch erhalten.

### Stadtentstehung bis zum 9. Jahrhundert
Das Stadtgebiet von Worms wurde erstmals in der Jungsteinzeit (Neolithikum) etwa um 5000 v. Chr. von Ackerbauern und Viehzüchtern besiedelt. Während die ältere Forschung eine sehr hohe Siedlungskontinuität für den Bereich von Worms seit dieser Zeit postulierte, die sich auch in einem bereits frühzeitig funktionierenden Markt- und Verkehrswesen niedergeschlagen habe, gehen neuere Publikationen von einem Wechsel zwischen besiedelten und siedlungsfreien Phasen aus. Letztmals wird für die Mitte des 1. Jahrhunderts v. Chr. für Worms und Rheinhessen eine mindestens 60 Jahre dauernde weitgehende Siedlungsleere angenommen.
Auf der unscheinbaren Anhöhe Adlerberg am Rhein im Süden von Worms wurden von 1896 bis 1951 insgesamt 25 Gräber aus verschiedenen Zeiten entdeckt. Davon stammen nach heutiger Kenntnis acht Gräber von der Adlerbergkultur (etwa 2300/2200–1800 v. Chr.) aus der Frühbronzezeit. Um die Erforschung dieser Funde hat sich der Wormser Arzt Karl Koehl verdient gemacht, auf den der Begriff „Adlerbergkultur“ zurückgeht.

Der Wormser Bischofshof vor der Zerstörung 1689. Rechts im Hintergrund die Kernbauten der alten Königspfalz.

Seit augusteischer Zeit (31 v. Chr. bis 14 n. Chr.) gehörten Worms und sein Umland zum römischen Herrschaftsgebiet. Ab Beginn des 1. Jahrhunderts n. Chr. bis etwa 85 n. Chr. existierte auf dem Boden des heutigen Worms ein römischer Militärstützpunkt. Die zugehörige Zivilsiedlung mit dem aus dem Keltischen stammenden Namen Borbetomagus wurde Hauptort der Civitas Vangionum und entwickelte städtische Strukturen.
In fränkischer Zeit setzt die gesicherte Wormser Bischofsliste mit Bischof Berchtulf ein, der 614 an der Pariser Synode teilnahm. Die frühen Bischöfe Amandus von Worms († 7. Jahrhundert) und Rupert von Salzburg († 718) zählen zu den Heiligen der römisch-katholischen Kirche. Amandus wurde Schutzpatron des Bistums und der Stadt Worms. Unter den Karolingern bildete Worms eines der Machtzentren, so dass seine Bischöfe im 8. und 9. Jahrhundert dem Königshof nahestanden. Die alte Königspfalz, der spätere Wormser Bischofshof, wurde ab dem Spätmittelalter von den Bischöfen als Bischofsresidenz genutzt.

### Mittelalter

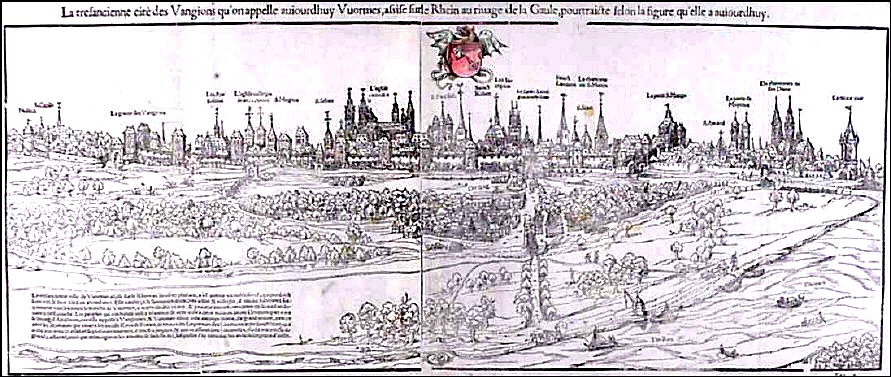
Worms – nach Sebastian Münster 1550

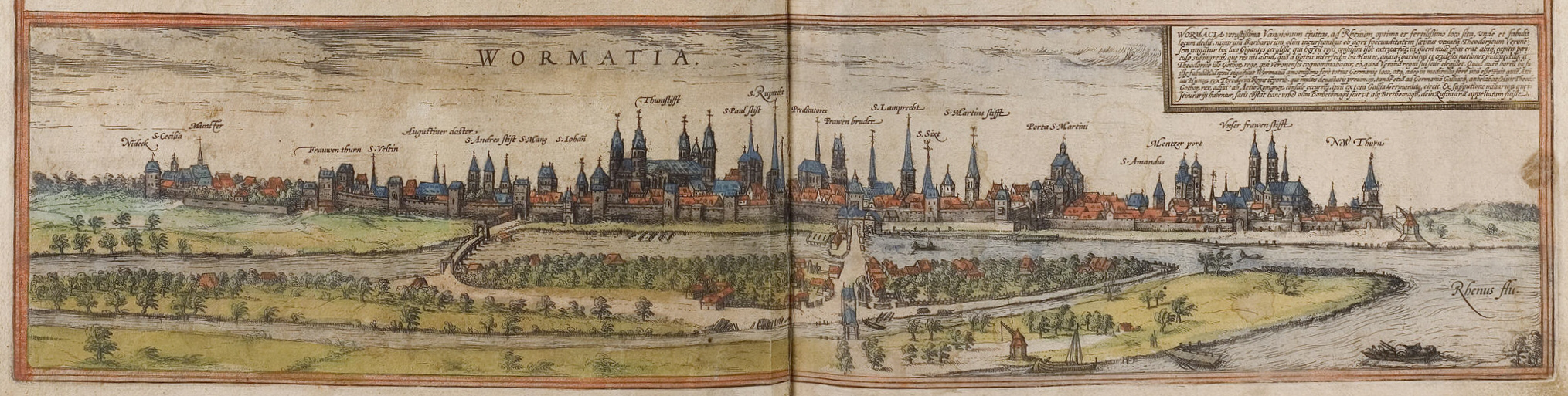
Worms – nach Braun/Hogenberg 1576

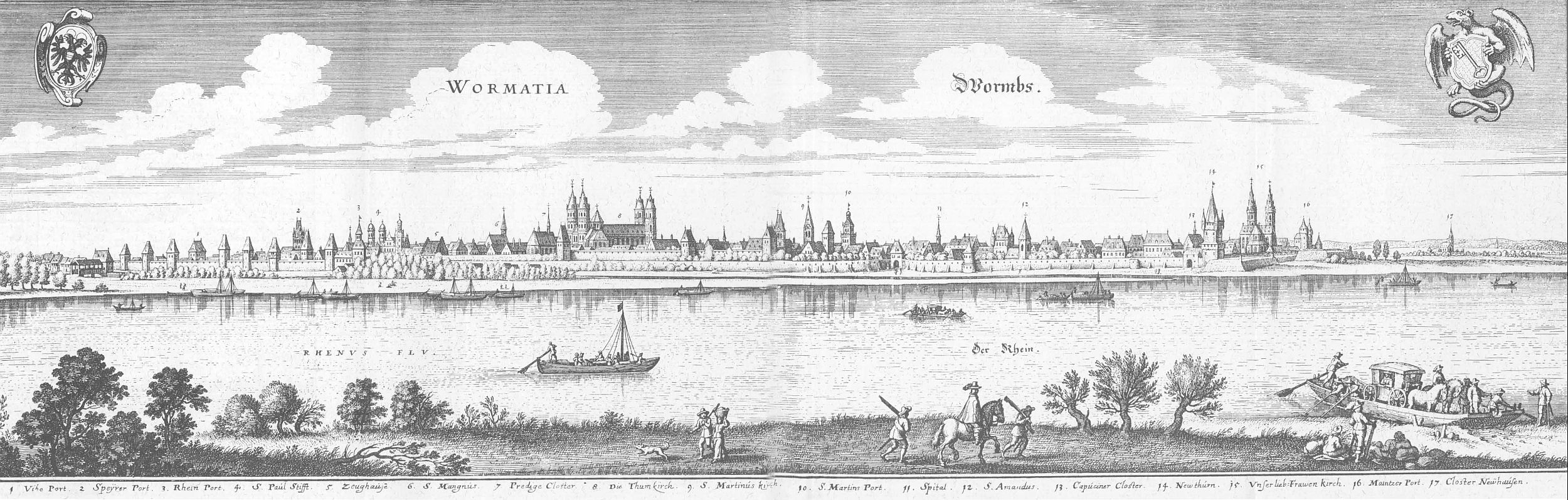
Worms – Auszug aus der Topographia Hassiae von Matthäus Merian dem Jüngeren 1655

829 und 926 fanden Reichstage des Franken- bzw. Ostfrankenreiches in Worms statt. Zu dieser Zeit war Worms, das im 9. Jahrhundert noch eines der karolingischen Machtzentren gewesen war, durch die fränkische Reichsteilung schon in eine Randlage gerückt. Auf dem Hoftag zu Worms im Mai 961 ließ Otto der Große seinen siebenjährigen Sohn Otto II. zum Mitkönig erheben. Am 2. Februar 965 feierte Otto I. nach der Rückreise von Italien in Worms den Jahrestag seiner Kaiserkrönung und im August 966 regelte er in Worms die Vertretung für die Zeit seiner neuerlichen Abwesenheit. 976 erhielt Otto von Worms das neugeschaffene Herzogtum Kärnten zu Lehen, das vorher ein Teil Bayerns gewesen war.
Mit den Saliern begann der Aufstieg der Stadt zu ihrer größten Blüte. Im Winter 1073/74 blieb sie nach dem anfänglichen Desaster des Sachsenkriegs auf der Seite König Heinrich IV., vertrieb den Bischof von Worms, Adalbert II., der auf der Seite der Gegner des Königs stand aus seinem Bischofssitz und gewährte dem König den Schutz ihrer Mauern. Dafür erteilte ihr der König am 18. Januar 1074 Zollfreiheit für eine Reihe von Orten im Reich.
Der König übernahm in der Folge in Worms faktisch die Stadtherrschaft und hielt sich oft hier auf. 1076 fand so hier auch ein Hoftag statt, auf dem Heinrich IV. Papst Gregor VII. für abgesetzt erklärte und dafür umgehend mit dem Kirchenbann belegt wurde – eine der Folgen dieser Ereignisse war dann der Gang nach Canossa.
1122 wurde in Worms das nach der Stadt benannte Wormser Konkordat geschlossen. In dieser Zeit bildet sich die städtische Verfassung mit einem selbständig agierenden Stadtrat als Vertreter der Bürgerschaft heraus. Nach dem Erlöschen der Stammlinie der Salier 1125 verbanden sich auch die Staufer eng mit der Stadt. 1184 räumte Kaiser Friedrich Barbarossa der Stadt umfangreiche Freiheitsrechte ein, was als Begründung der Reichsstadt gelten kann. Das 12. Jahrhundert war dann vom beginnenden Streit zwischen dem Bischof und dem Stadtrat um die faktische Herrschaft über die Stadt geprägt – ein Konflikt, der bis ins 16. Jahrhundert andauern sollte, aus dem die Stadt aber letztendlich als Gewinnerin hervorging: 1489 entschied Kaiser Friedrich III., dass die Stadt zu einem Huldigungseid gegenüber dem Bischof nicht (mehr) verpflichtet sei. 1494 huldigte die Stadt König Maximilian I. Spätestens zu diesem Zeitpunkt war Worms Freie Reichsstadt.

### Frühe Neuzeit

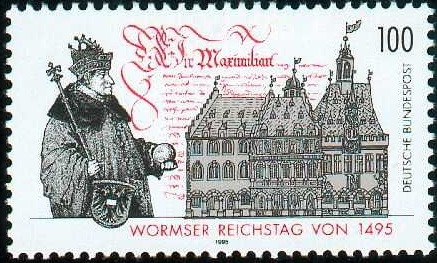
Sondermarke von 1995 zur Erinnerung an den Reichstag von 1495

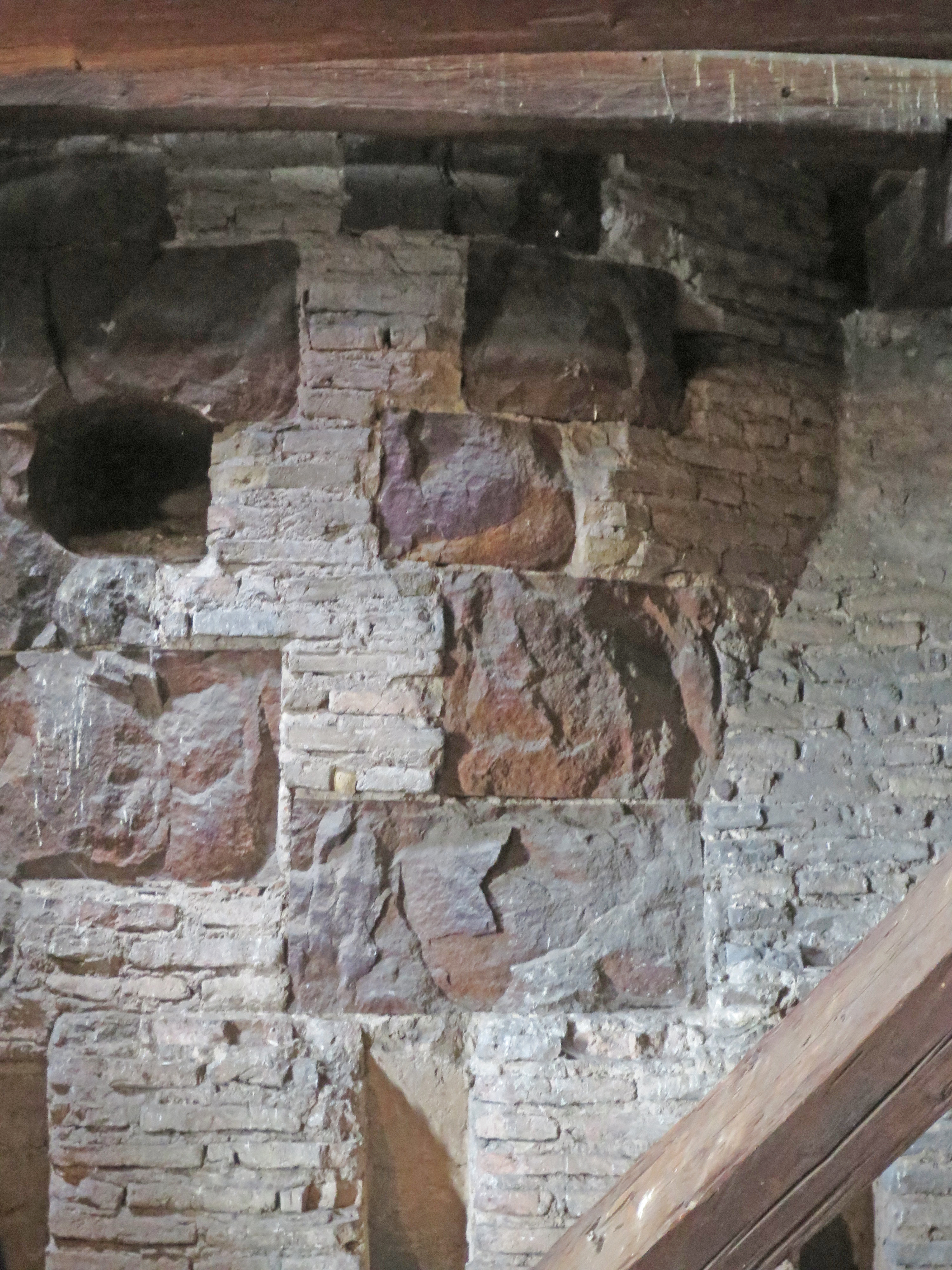
Abgeplatzter Sandstein: Spuren vom Brand 1689 an der Südwand des Nordturms der Liebfrauenkirche

1495 fand unter König Maximilian erneut ein Reichstag statt, auf dem die Reichssteuer, das Reichskammergericht und das Fehdeverbot des Ewigen Landfriedens eingeführt wurden. Zu diesem Zeitpunkt hatte die Stadt den Höhepunkt ihrer wirtschaftlichen Blüte schon überschritten. Der Bürgeraufstand 1512/13 und die Fehde mit Franz von Sickingen zwischen 1515 und 1519 zerrütteten die Finanzen der Stadt weiter. Faktisch war die Stadt zwar eine freie Reichsstadt, aber dem Bischof und der Geistlichkeit, die nach verschiedenen Schätzungen zwischen 30 und 50 % der Stadtbevölkerung ausmachten (wobei Gesinde und Dienstpersonal mitgezählt sind), war es in zähen Verhandlungen gelungen, derart viele Sonderrechte durchzusetzen, dass der Handlungsspielraum des Stadtrats eng begrenzt war. Außerdem war im Laufe des 15. Jahrhunderts der Einfluss der kurpfälzischen Rheingrafen auf die Stadt stark gestiegen. Zeitweise waren der Wormser und der Speyerer Bischofsstuhl von Brüdern des Pfalzgrafen besetzt.
Wie in vielen anderen Städten breitete sich auch in Worms, besonders im geistig freien Stadtklima, das neue Gedankengut der Reformation früh und schnell aus. In diesem Zusammenhang wichtig war der 1521 abgehaltene Reichstag zu Worms, auf dem Martin Luther seine Schriften und reformatorischen Kenntnisse gegen Kaiser Karl V. verteidigte. Worms wurde zu einem Zentrum und Experimentierfeld der Reformation: 1524 ist hier erstmals eine deutsche evangelische Messe gedruckt worden, 1526 veröffentlichte William Tyndale in Worms die erste englische Version des Neuen Testaments. 1527 erschienen die nach ihrem Druckort benannten Wormser Propheten, eine von den täuferischen Reformatoren Ludwig Hätzer und Hans Denck gefertigte Übersetzung der Prophetenbücher des Alten Testamentes aus der hebräischen Ursprache ins Deutsche und zugleich die erste protestantische Prophetenübersetzung. Die 1529 erschienene, ebenfalls nach ihrem Druckort benannte Wormser Bibel war die erste deutschsprachige Vollbibel der Reformationszeit. Drucker all dieser reformatorischen Bibeltexte und Schriften war Peter Schöffer der Jüngere.
Der Versuch des Wormser Stadtrats, in der Zeit des Bauernkriegs 1525 alle bischöflichen Privilegien zu beseitigen, scheiterte. Worms wurde evangelisch; der Bischof und die Geistlichen behielten ihre Sonderrechte und den Dom, römisch-katholische Gläubige konnten jedoch nicht Mitglied im Stadtrat werden.
1659 bot Kurfürst Karl I. Ludwig von der Pfalz der Stadt an, sie zur Hauptstadt der Kurpfalz zu machen und die Universität Heidelberg nach Worms zu verlegen. Die Stadt lehnte dies ab. Den Titel „Hauptstadt der Kurpfalz“ hatten bereits Heidelberg, Mannheim und Frankenthal. Der Vorschlag war ein Versuch des Kurfürsten, in der Stadt verstärkt Einfluss zu gewinnen, was die althergebracht dort Berechtigten, insbesondere der Rat der Stadt und der Bischof, nicht gutheißen konnten.
1689 wurde die Stadt im Pfälzischen Erbfolgekrieg durch Truppen König Ludwig XIV. zerstört. Ein zeitgenössischer Bericht dazu stammt von Elieser Liebermann, Sohn von Juspa Schammes, den er bei Herausgabe des Werkes Ma’asseh nissim seines Vaters als Abschlusskapitel anfügte. Die Bevölkerung wurde vertrieben, und es dauerte etwa zehn Jahre, bevor das städtische Leben wieder in Gang kam.

### 19. und 20. Jahrhundert

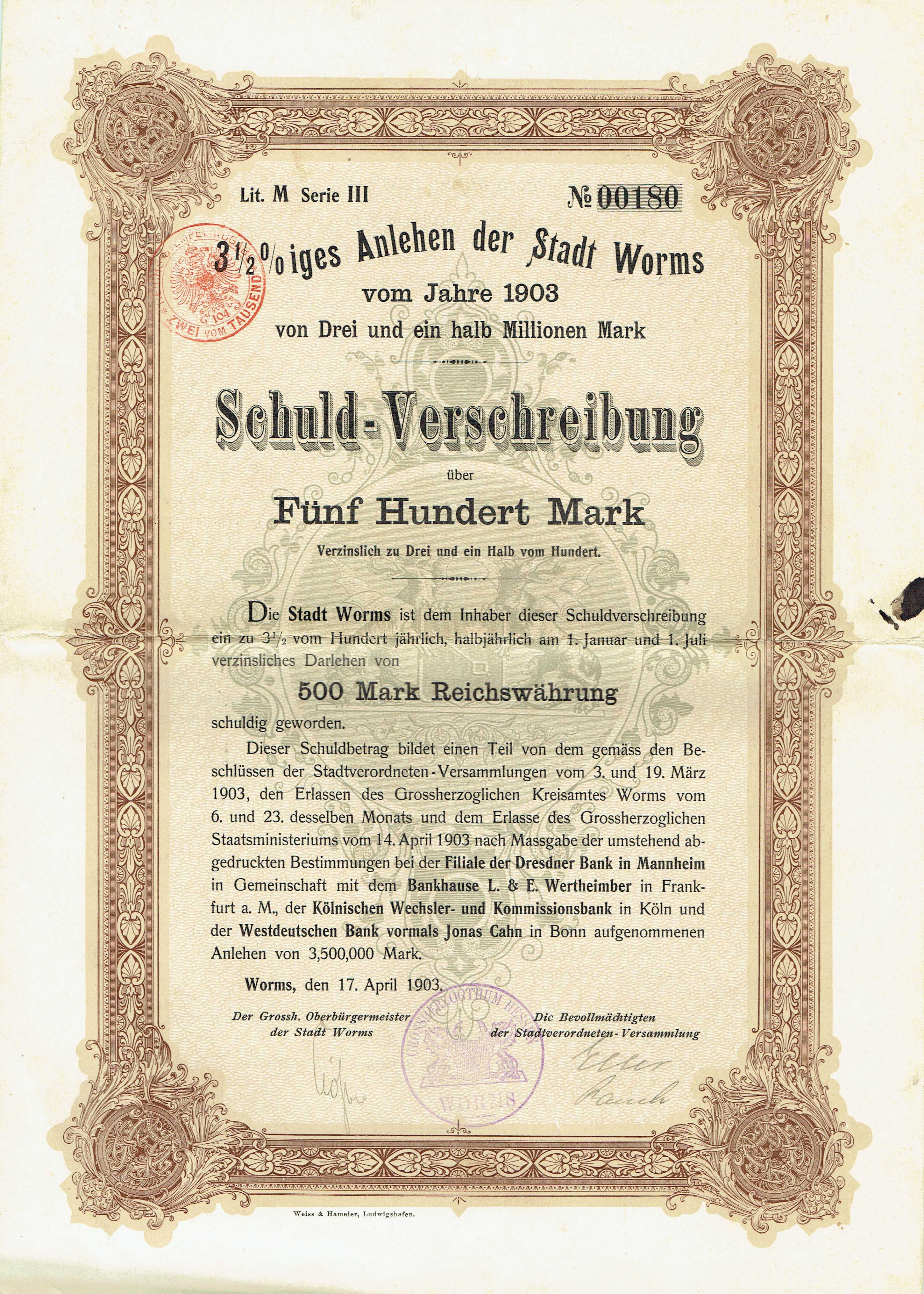
Anleihe über 500 Mark der Stadt Worms vom 17. April 1903

Von 1792 bis 1814 gehörte Worms zur Ersten Französischen Republik und zum Ersten Kaiserreich, seit 1815 aufgrund des Wiener Kongresses zum Großherzogtum Hessen (Hessen-Darmstadt) als Teil der Provinz Rheinhessen. Der Geometer Konrad Schredelseker erarbeitete 1809 bis 1810 den ersten Katasterplan von Worms „Atlas géometrique de la ville de Worms.“ 1835 wurden in Rheinhessen die vier Kreise Mainz, Bingen, Alzey und Worms als staatliche Verwaltungsbezirke eingerichtet.
Im Zuge der 1874 im Großherzogtum Hessen nach preußischem Vorbild vorgenommenen Reform der Kreisverfassung kam es auch zu einer neuen Kreiseinteilung. Die damals geschaffene Gliederung der Provinz Rheinhessen in fünf Kreise (Alzey, Bingen, Mainz, Worms, Oppenheim) hatte mehr als sechs Jahrzehnte Bestand.
Nach der 1937 durchgeführten Aufhebung der drei Provinzen Starkenburg, Oberhessen und Rheinhessen wurde am 1. November 1938 im Volksstaat Hessen eine einschneidende Gebietsreform durchgeführt. Im Umkreis von Worms wurden der Kreis Oppenheim und der Kreis Bensheim aufgelöst. Dabei wurden die rechtsrheinischen Gemeinden Lampertheim, Bürstadt, Hofheim und Biblis dem neugeschaffenen Landkreis Worms, der aus dem Kreis Worms hervorging, angegliedert. Die Städte Mainz und Worms wurden als Stadtkreise verselbständigt. Diese so geschaffene Verwaltungsgliederung hatte bis zum Kriegsende 1945 Bestand.
Durch zwei alliierte Bombenangriffe am 21. Februar und 18. März 1945 wurde die Stadt weitgehend zerstört. Der britische Luftangriff vom 21. Februar 1945 zielte auf den am Rand der Innenstadt gelegenen Hauptbahnhof und die südwestlich des Stadtzentrums gelegenen Chemiefabriken, zerstörte aber auch weite Teile des Stadtzentrums, darunter auch die 1709–1725 als „Reformationsgedächtniskirche“ errichtete Dreifaltigkeitskirche, die bis auf die Außenmauern und Teile des Turmes komplett ausbrannte. In Brand gesetzt wurde dabei auch der Wormser Dom. 239 Einwohner starben. Beim US-amerikanischen Angriff vom 18. März 1945 wurden 141 Personen getötet. Durch die Angriffe wurden etwa 15.000 Einwohner obdachlos. 35 % des Gebäudebestands wurden vollständig zerstört, weitere 29 % unterschiedlich schwer beschädigt. Die Innenstadt wurde nach dem Krieg in größtenteils modernem Stil wieder aufgebaut.
Die vormalige hessische Provinz Rheinhessen wurde 1946 zum Regierungsbezirk Rheinhessen des damals neu gegründeten Landes Rheinland-Pfalz. Von 1968 bis zur Auflösung der rheinland-pfälzischen Regierungsbezirke 2000 gehörte Worms dem Regierungsbezirk Rheinhessen-Pfalz an.

### Juden in Worms

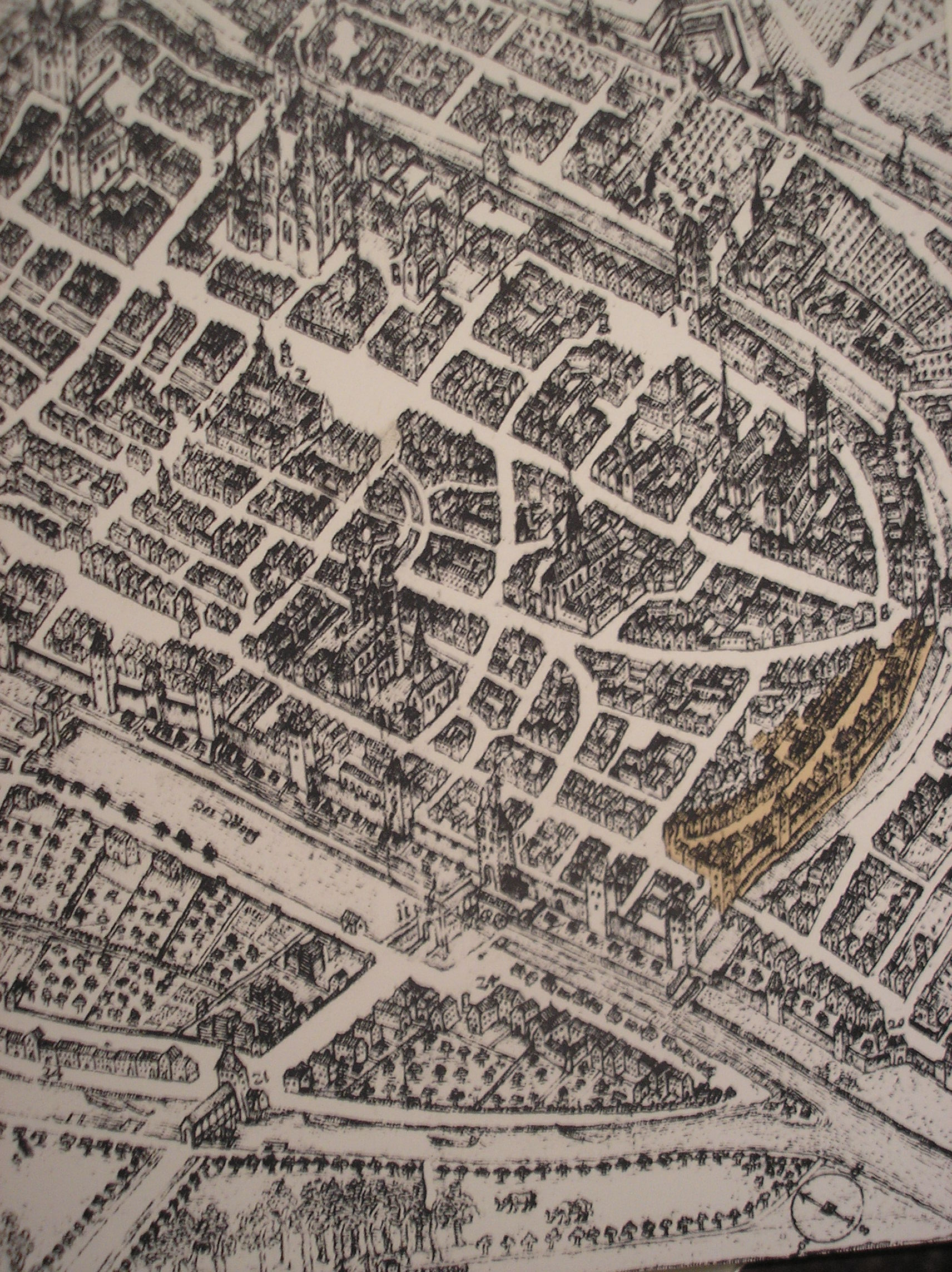
Stadtplan von Worms 1630, der jüdische Stadtteil ist farbig markiert

Eine herausragende Stellung nahm die jüdische Gemeinde ein, die im Mittelalter und in der frühen Neuzeit eine der bedeutendsten im Heiligen Römischen Reich war und zusammen mit den jüdischen Gemeinden von Mainz und Speyer die sogenannten SchUM-Städte bildete.
Ab etwa 960 in Worms belegt, genossen die jüdischen Kaufleute in Worms, die besonders im Fernhandel tätig waren, seit dem 11. Jahrhundert kaiserliche Zollfreiheiten und wie die Juden in Speyer Handelsfreiheit im ganzen Reichsgebiet. In Worms entstand eine berühmte Talmudschule, die auch der bedeutende französische jüdische Gelehrte Raschi besuchte. Eine Synagoge wurde 1034 eingeweiht, der noch erhaltene jüdische Friedhof, der älteste in Europa, besteht mindestens seit 1058/59. Trotz ihrer privilegierten Stellung kam es 1096 zum Pogrom, als der Volkskreuzzug – eine erste Welle des Ersten Kreuzzuges – Worms erreichte. Hunderte Juden wurden ermordet oder begingen Suizid, um sich der Zwangstaufe zu entziehen.
Nachdem der kaiserliche Schutz wiederhergestellt war, siedelten sich in Worms erneut Juden an, den Zwangsgetauften wurde die Rückkehr zum Judentum gestattet. Während des zweiten Kreuzzuges konnten sich die Wormser Juden rechtzeitig in Sicherheit bringen.
Im späteren 12. Jahrhundert wurde eine neue Synagoge errichtet und ausgebaut. Im 13. Jahrhundert begann die Bedeutung der jüdischen Gelehrten Worms’ abzunehmen. Erhalten geblieben ist ein Gebetbuch, das Wormser Machsor von 1272, das auch das älteste schriftliche Zeugnis in jiddischer Sprache enthält. Während der Judenverfolgungen zur Zeit des Schwarzen Todes wurde die jüdische Gemeinde in Worms 1349 vernichtet. Im Mai 1353 gestattete man Juden die Ansiedlung in Worms im Interesse des „Stadtwohls“, der Erwerb von Grundbesitz außerhalb des Ghettos, der nun eingerichteten Judengasse rund um die Synagoge, war ihnen nun nicht mehr gestattet. Die jüdische Gemeinde erreichte ihre frühere Bedeutung nie mehr. 1615 wurde die Juden erneut aus der Stadt vertrieben, konnten im folgenden Jahr jedoch zurückkehren. Auch mit der Zerstörung der Stadt durch die Franzosen 1689 musste die jüdische Gemeinde erneut aus Worms fliehen und es dauerte mehr als ein Jahrzehnt, bevor sie zurückkehren konnte.
Im 19. Jahrhundert lebten etwa 800 Juden in Worms, die 1848 die bürgerliche Gleichstellung mit den Christen erlangten, und im darauffolgenden Jahr wurde mit Ferdinand Eberstadt erstmals ein Jude zum Bürgermeister der Stadt gewählt, nachdem sein Vorgänger Georg Friedrich Renz sein Amt niedergelegt hatte. Eberstadt kandidierte mit zwei weiteren Kandidaten um das Amt des Bürgermeisters, jedoch erschien der Regierung in Darmstadt der Weinhändler Johann Philipp Bandel als zu radikal eingestellt und der Bürgerwehrobrist Ludwig Blenker zu übermütig ohne politische Weitsicht; woraufhin der Handelsmann Eberstadt zu Beginn des Jahres 1849 als Bürgermeister der Stadt Worms vom Großherzog ernannt wurde.
1933 zählte die Stadt gut 1000 Juden, die mehrheitlich nach dem Machtantritt der Nazis wegzogen und teilweise emigrierten. Die alte Synagoge wurde während der Novemberpogrome 1938 weitgehend zerstört, der alte jüdische Friedhof Heiliger Sand blieb jedoch erhalten. Die in Worms verbliebenen rund 300 Juden wurden in Konzentrationslager deportiert, die nur wenige von ihnen überlebten. Die der alten Synagoge gegenüberliegende Levy’sche Synagoge (auch Neue Synagoge) von 1875 überstand zwar die Pogrome von 1938 weitgehend unbeschädigt, sie wurde aber 1945 bei einem der Fliegerangriffe schwer beschädigt und 1947 abgebrochen. Nach dem Ende des Zweiten Weltkrieges lebten in der Stadt wieder vereinzelt Juden, es gab aber kein jüdisches Gemeindeleben mehr. Die alte Synagoge wurde vom Staat von 1958 bis 1961 wiederaufgebaut, 1982 wurde das jüdische Museum im Raschi-Haus eröffnet, dessen Kellergewölbe aus dem 14. Jahrhundert stammen. Anfang des 21. Jahrhunderts leben in Worms mehr als hundert Juden, größtenteils Einwanderer aus der früheren Sowjetunion, die Mitglieder der jüdischen Gemeinde in Mainz sind.

(siehe auch: Liste der Stolpersteine in Worms)
Gemeinsam mit den beiden weiteren SchUM-Städten Speyer und Mainz gehört Worms seit 2021 zum UNESCO-Weltkulturerbe. Ausgezeichnet wurden die drei Städte aufgrund des mittelalterlichen jüdischen Erbes. In Worms zählen hierzu insbesondere der Synagogenbezirk und der Jüdische Friedhof.

### Eingemeindungen
- 1. April 1898: Neuhausen[28]
- 1. Oktober 1898: Hochheim, Pfiffligheim[29]
- 1. April 1942: Herrnsheim, Horchheim, Leiselheim, Weinsheim
- 7. Juni 1969: Abenheim, Heppenheim an der Wiese, Ibersheim, Pfeddersheim (Stadt), Rheindürkheim, Wiesoppenheim; Umgemeindung eines Gebietsteils der Stadt Osthofen mit 181 Einwohnern nach Worms[30]

Im Oktober 1937 wurde der rechtsrheinische Erbhöfeweiler Rosengarten aus Teilen der Gemarkungen Bürstadt, Hofheim und Lampertheim gebildet und in die Stadt Worms eingemeindet. Im Zuge der Grenzziehung zwischen französischer und amerikanischer Besatzungszone fiel er 1945 dem Land Groß-Hessen zu.

## Bevölkerung

### Einwohnerentwicklung

Bevölkerungspyramide für Worms (Datenquelle: Stadt Worms)

In seiner Blütezeit um 1500 hatte Worms etwa 6.000 Einwohner. Durch die Zerstörungen im Dreißigjährigen Krieg (1618–1648) und eine Pestepidemie 1666/67 sank die Einwohnerzahl auf nur noch 3.000. Mit der Industrialisierung im 19. Jahrhundert beschleunigte sich das Bevölkerungswachstum. Lebten 1800 erst 5.000 Menschen in der Stadt, so waren es 1900 bereits über 40.000. Die Eingemeindungen mehrerer Orte 1969 brachten einen Zuwachs von 15.000 Personen auf 78.000 Einwohner.
Zum 31. Dezember 2024 betrug die Amtliche Einwohnerzahl für Worms nach Zahlen des Statistischen Landesamtes Rheinland-Pfalz 86.753. Damit ist Worms die sechstgrößte rheinland-pfälzische Stadt und die viertgrößte im Rhein-Neckar-Dreieck. Worms hat einen Ausländeranteil von 16,3 %. Der Anteil von Schülerinnen und Schülern mit Migrationshintergrund lag in Worms an allgemeinbildenden Schulen bei 22 % (Schuljahr 2012/13). Damit wird die Liste im Städtevergleich Rheinland-Pfalz, nach Ludwigshafen und Mainz, angeführt. In den Tageseinrichtungen hatten Anfang 2015 über 49 % der Kinder einen Migrationshintergrund.
Worms lag 2005 mit einem Durchschnittsalter von 41,5 Jahren an zweiter Stelle der kreisfreien Städte hinter Mainz (41,2 Jahre). Damit hat Worms auch im bundesweiten Vergleich eine relativ junge Bevölkerung. In Rheinland-Pfalz beträgt das Durchschnittsalter 41,6 Jahre und im Bundesgebiet 41,8 Jahre.
Die folgende Übersicht zeigt die Einwohnerzahlen nach dem jeweiligen Gebietsstand. Bis 1820 handelt es sich meist um Schätzungen, danach um Volkszählungsergebnisse (¹) oder amtliche Fortschreibungen des Statistischen Landesamtes. Die Angaben beziehen sich ab 1871 auf die „Ortsanwesende Bevölkerung“, ab 1925 auf die Wohnbevölkerung und seit 1987 auf die „Bevölkerung am Ort der Hauptwohnung“. Vor 1871 wurde die Einwohnerzahl nach uneinheitlichen Erhebungsverfahren ermittelt.
| Worms: Einwohnerzahlen von 1500 bis 2023 | Worms: Einwohnerzahlen von 1500 bis 2023 | Worms: Einwohnerzahlen von 1500 bis 2023 | Worms: Einwohnerzahlen von 1500 bis 2023 | Worms: Einwohnerzahlen von 1500 bis 2023 |
| --- | ---------------------------------------- | ---------------------------------------- | ---------------------------------------- | ---------------------------------------- |
| Jahr |                                          |                                          |                                          | Einwohner                                |
| 1500 | 1500                                     |                                          | 6.000                                    | 6.000                                    |
| 1667 | 1667                                     |                                          | 3.000                                    | 3.000                                    |
| 1689 | 1689                                     |                                          | 5.000                                    | 5.000                                    |
| 1798 | 1798                                     |                                          | 4.984                                    | 4.984                                    |
| 1805 | 1805                                     |                                          | 5.461                                    | 5.461                                    |
| 1816 | 1816                                     |                                          | 6.259                                    | 6.259                                    |
| 1820 | 1820                                     |                                          | 7.085                                    | 7.085                                    |
| 1831 | 1831                                     |                                          | 8.230                                    | 8.230                                    |
| 1840 | 1840                                     |                                          | 8.358                                    | 8.358                                    |
| 1852 | 1852                                     |                                          | 9.102                                    | 9.102                                    |
| 1855 | 1855                                     |                                          | 9.720                                    | 9.720                                    |
| 1858 | 1858                                     |                                          | 10.178                                   | 10.178                                   |
| 1861 | 1861                                     |                                          | 11.587                                   | 11.587                                   |
| 1864 | 1864                                     |                                          | 11.988                                   | 11.988                                   |
| 1867 | 1867                                     |                                          | 13.381                                   | 13.381                                   |
| 1871 | 1871                                     |                                          | 14.484                                   | 14.484                                   |
| 1875 | 1875                                     |                                          | 16.594                                   | 16.594                                   |
| 1880 | 1880                                     |                                          | 19.024                                   | 19.024                                   |
| 1885 | 1885                                     |                                          | 21.927                                   | 21.927                                   |
| 1890 | 1890                                     |                                          | 25.444                                   | 25.444                                   |
| 1895 | 1895                                     |                                          | 28.611                                   | 28.611                                   |
| 1900 | 1900                                     |                                          | 40.705                                   | 40.705                                   |
| 1905 | 1905                                     |                                          | 43.841                                   | 43.841                                   |
| 1910 | 1910                                     |                                          | 46.819                                   | 46.819                                   |
| 1916 | 1916                                     |                                          | 39.688                                   | 39.688                                   |
| 1917 | 1917                                     |                                          | 40.036                                   | 40.036                                   |
| 1919 | 1919                                     |                                          | 44.285                                   | 44.285                                   |
| 1925 | 1925                                     |                                          | 47.015                                   | 47.015                                   |
| 1933 | 1933                                     |                                          | 51.346                                   | 51.346                                   |
| 1939 | 1939                                     |                                          | 50.661                                   | 50.661                                   |
| 1943 | 1943                                     |                                          | 57.876                                   | 57.876                                   |
| 1945 | 1945                                     |                                          | 47.994                                   | 47.994                                   |
| 1946 | 1946                                     |                                          | 47.074                                   | 47.074                                   |
| 1950 | 1950                                     |                                          | 52.239                                   | 52.239                                   |
| 1956 | 1956                                     |                                          | 56.740                                   | 56.740                                   |
| 1961 | 1961                                     |                                          | 62.392                                   | 62.392                                   |
| 1965 | 1965                                     |                                          | 63.578                                   | 63.578                                   |
| 1970 | 1970                                     |                                          | 76.697                                   | 76.697                                   |
| 1975 | 1975                                     |                                          | 75.732                                   | 75.732                                   |
| 1980 | 1980                                     |                                          | 73.603                                   | 73.603                                   |
| 1985 | 1985                                     |                                          | 71.829                                   | 71.829                                   |
| 1987 | 1987                                     |                                          | 73.635                                   | 73.635                                   |
| 1990 | 1990                                     |                                          | 76.503                                   | 76.503                                   |
| 1995 | 1995                                     |                                          | 80.014                                   | 80.014                                   |
| 2000 | 2000                                     |                                          | 80.361                                   | 80.361                                   |
| 2005 | 2005                                     |                                          | 81.457                                   | 81.457                                   |
| 2010 | 2010                                     |                                          | 81.736                                   | 81.736                                   |
| 2011 | 2011                                     |                                          | 79.526                                   | 79.526                                   |
| 2015 | 2015                                     |                                          | 82.102                                   | 82.102                                   |
| 2020 | 2020                                     |                                          | 83.459                                   | 83.459                                   |
| 2023 | 2023                                     |                                          | 85.609                                   | 85.609                                   |
| Anmerkungen: - 1831 bis 1939, 1946 bis 1961, 1970, 1987 und 2011: Volkszählungsergebnis - 1898, 1942 und 1969: Gebietsveränderungen - 1945: Stadtzerstörung, Evakuierung |                                          |                                          |                                          |                                          |

### Konfessionsstatistik
Laut der Volkszählung 2011 waren im Jahr 2011 37,3 % der Einwohner evangelisch, 27,9 % römisch-katholisch, und 34,8 % waren konfessionslos, gehörten einer anderen Glaubensgemeinschaft an oder machten keine Angabe. Der Anteil der evangelischen und katholischen Kirchenmitglieder an der Gesamtbevölkerung ist seitdem beträchtlich gesunken. Ende Juli 2025 waren von den Einwohnern 23,9 % evangelisch, 20,0 % katholisch und 56,1 % waren konfessionslos, gehörten einer anderen Glaubensgemeinschaft an oder machten keine Angabe.

## Politik

### Stadtrat
- Linke: 1
- Grüne: 4
- SPD: 12
- FL: 2
- WWW: 8
- FDP: 2
- CDU: 13
- AfD: 10

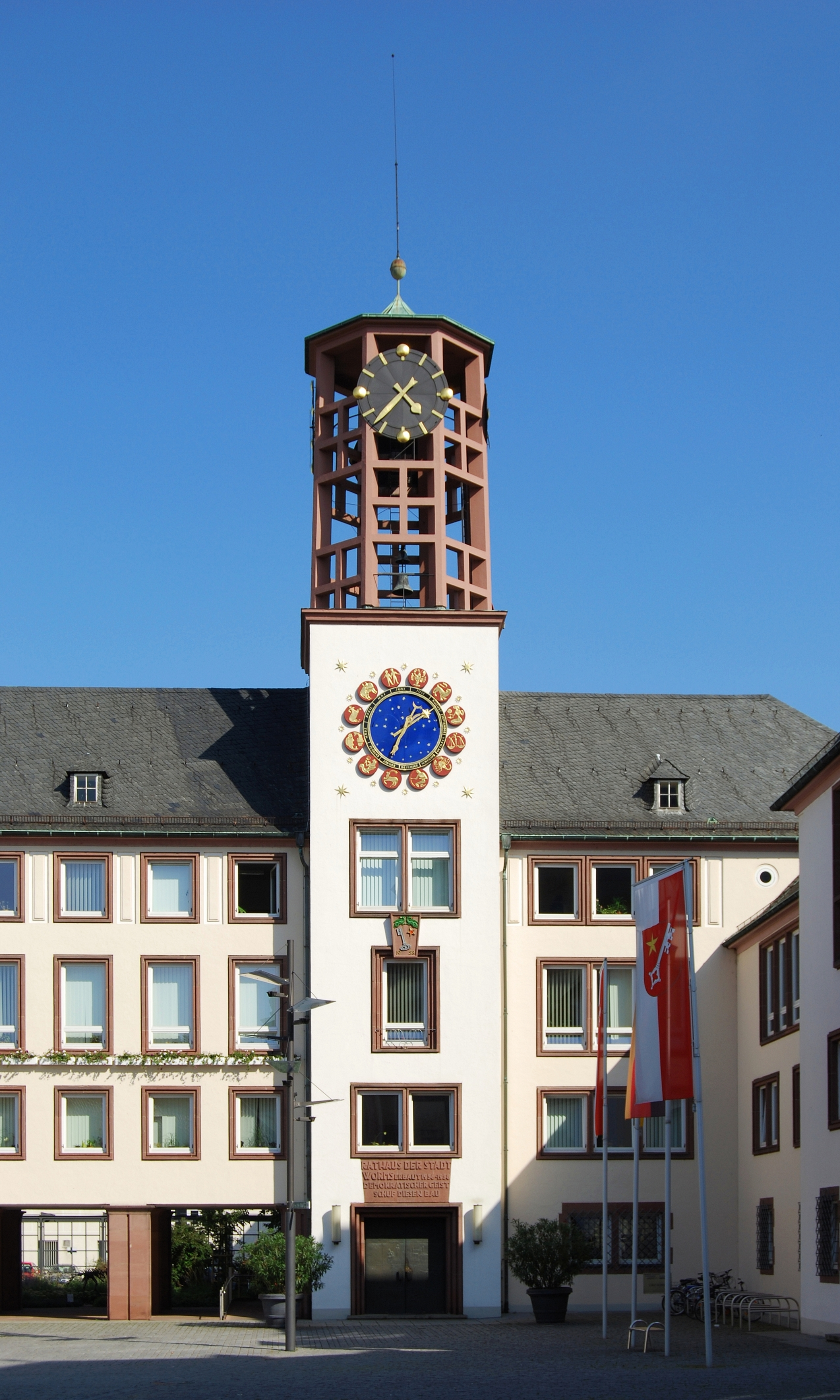
Wormser Rathaus

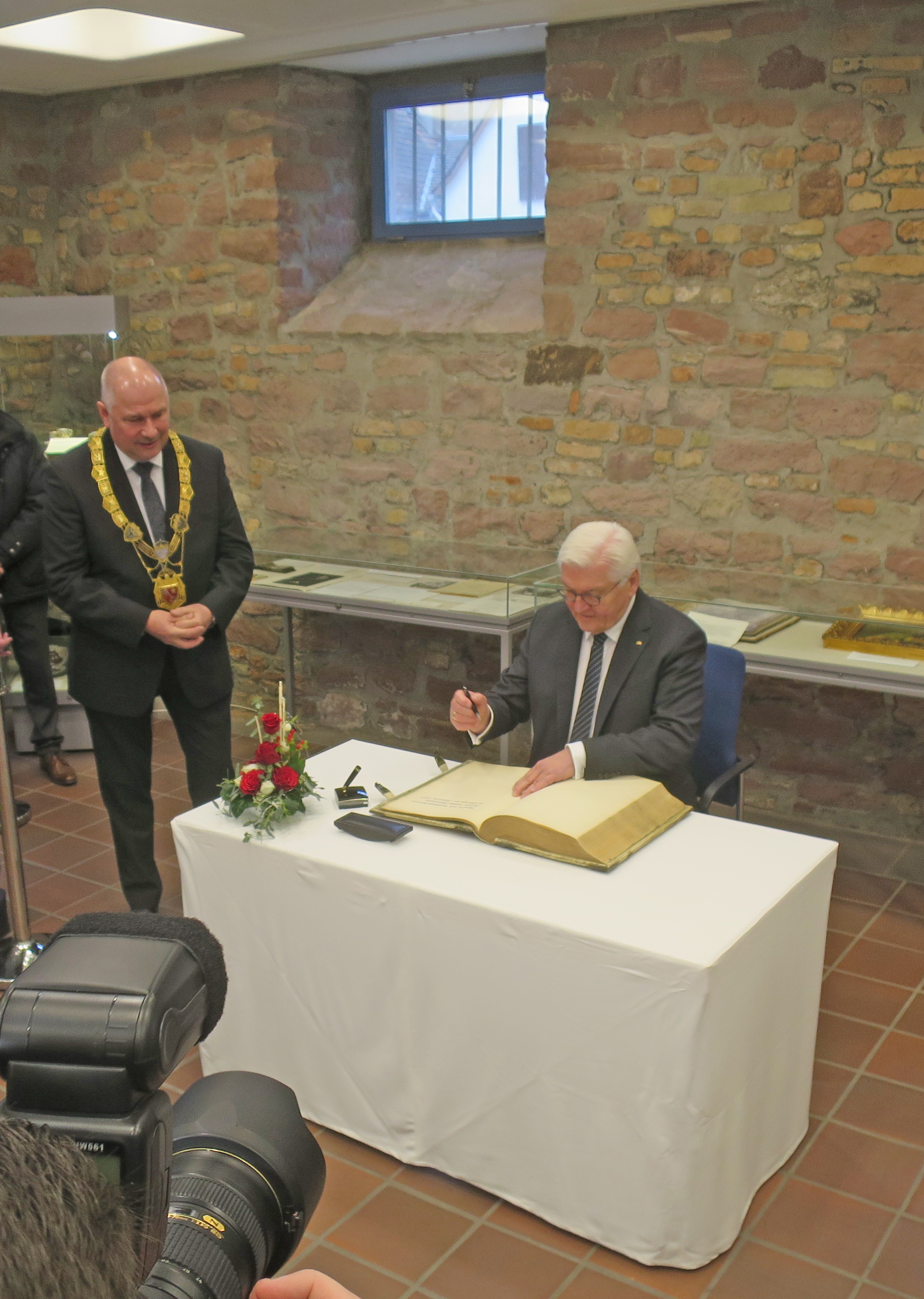
Bundespräsident Frank-Walter Steinmeier trägt sich in das Goldene Buch der Stadt Worms ein; links Oberbürgermeister Adolf Kessel

Der Stadtrat in Worms besteht aus dessen Vorsitzendem und 52 ehrenamtlichen Ratsmitgliedern, die bei der Kommunalwahl am 9. Juni 2024 in einer personalisierten Verhältniswahl gewählt wurden.
| Wahl | SPD | CDU | Grüne | AfD | FDP | Linke | WWW | FL | NPD | Gesamt   |
| ---- | --- | --- | ----- | --- | --- | ----- | --- | -- | --- | -------- |
| 2024 | 12  | 13  | 4     | 10  | 2   | 1     | 8   | 2  | –   | 52 Sitze |
| 2019 | 14  | 15  | 8     | 6   | 2   | 1     | 5   | 1  | –   | 52 Sitze |
| 2014 | 18  | 17  | 6     | –   | 3   | 2     | 5   | –  | 1   | 52 Sitze |
| 2009 | 20  | 17  | 4     | –   | 6   | 2     | 3   | –  | –   | 52 Sitze |
| 2004 | 19  | 21  | 4     | –   | 3   | –     | 5   | –  | –   | 52 Sitze |

- WWW = Worms will weiter e. V. (bis 2019: Freie Wählergemeinschaft – Wormser Bürgerforum (FWG-BF))[40]
- FL = Freie Liste e. V. (2019: Freie Liste Pfeddersheim)[41]

### Bürgermeister
Direkt gewählter Oberbürgermeister der Stadt Worms ist seit dem 1. Juli 2019 Adolf Kessel (CDU). Er gewann am 18. November 2018 die Stichwahl gegen den zuvor seit 2003 amtierenden Michael Kissel (SPD). In der Leitung der städtischen Geschäfte wird der Oberbürgermeister von einer Bürgermeisterin (derzeit Stephanie Lohr (CDU)) und drei Beigeordneten unterstützt.

### Siegel und Wappen
Beschreibung: „In Rot ein schräger, silberner Schlüssel mit Vierpassreite, links oben begleitet von einem goldenen fünfstrahligen Stern.“
Wappenerklärung: Das älteste erhaltene städtische Wappen erscheint als Siegel im Jahr 1198 als Folge der Freiheitsprivilegien Kaiser Friedrich I. Barbarossa vom Jahre 1184. Es enthält in einer Nische den sitzenden heiligen Petrus, Patron des Wormser Doms, mit dem Schlüssel (Schlüssel Petri) in der rechten und der Bibel in der Linken Hand. Über ihm die Architektur des Domes mit einer Kuppel zwischen zwei Türmen und an beiden Seiten je ein Stadttor. Dieses Siegel wurde mit verschiedenen Umschriften als Stadtsiegel und Gerichtssiegel bis um das Jahr 1500 verwendet. In dieser Zeit wurde ein neues Stadtsiegel eingeführt auf Grund der Vollmachten, die der damalige König und spätere Kaiser Maximilian im Jahre 1488 der Stadt gab. Es zeigte fortan einen silbernen Schlüssel auf rotem Grund. Seit einem Stadtratsbeschluss von 1890 ist das Wappen außerdem mit einem fünfzackigen Stern versehen.
Die Stadtfarben sind rot-weiß.

### Landtag und Bundestag
Der Landtagswahlkreis 33 ist identisch mit dem Wormser Stadtgebiet. Seit der Landtagswahl 2006 hat stets Jens Guth (SPD) das Direktmandat inne. 2011 und 2016 zog der heutige Oberbürgermeister Adolf Kessel (CDU) über die Landesliste ebenfalls in den Landtag ein, für ihn rückte zum 1. Juli 2019 Stephanie Lohr nach.
Auf Bundesebene gehört Worms dem gleichnamigen Bundestagswahlkreis an, der neben der Stadt den Landkreis Alzey-Worms sowie Teile des Landkreises Mainz-Bingen umfasst. 2013 konnte mit Jan Metzler erstmals ein CDU-Politiker das Direktmandat gewinnen, zuvor stellte bei Bundestagswahlen stets die SPD den Wahlkreisabgeordneten. Bei den Bundestagswahlen 2017 und 2021 konnte Metzler das Direktmandat im Wahlkreis Worms jeweils verteidigen.

### Städtepartnerschaften

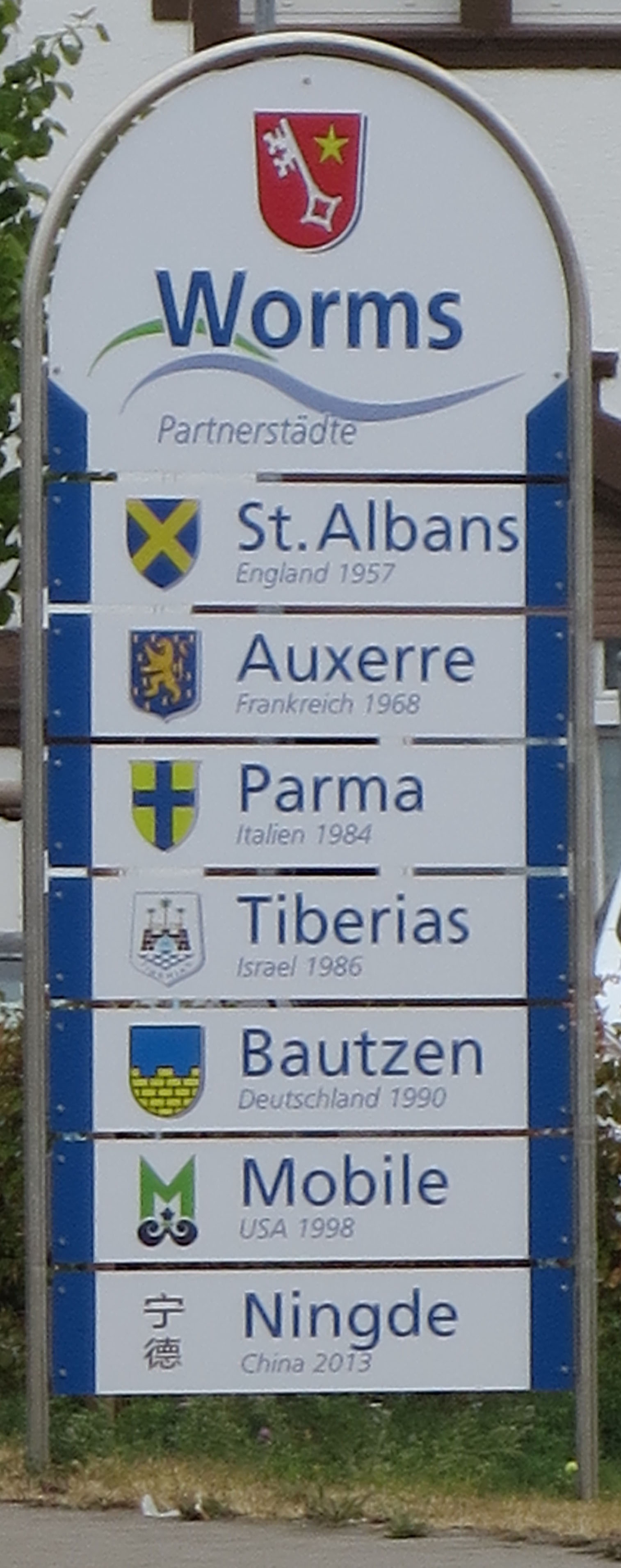
Schild mit den Partnerstädten

Zu sieben Städten pflegt die Stadt Worms freundschaftliche Beziehungen:
- St Albans, Vereinigtes Königreich (seit 1957)
- Auxerre, Frankreich (seit 1968)
- Parma, Italien (seit 1984)
- Tiberias, Israel (seit 1986)
- Bautzen, Deutschland (seit 1990)
- Mobile, USA (seit 1998, erste Verbindungen seit 1976)
- Ningde, Volksrepublik China (seit 2014)

Dazu kommen im Rahmen der rheinland-pfälzischen Verbindungen zu Ruanda freundschaftliche Beziehungen zu Kivumu.
Drei Stadtteile pflegen eigenständige Partnerschaften zu französischen Gemeinden:
- Pfeddersheim zu Nolay im Département Côte-d’Or (seit 1966)
- Heppenheim an der Wiese zu Ampilly-le-Sec im Département Côte-d’Or (seit 1968)
- Ibersheim zu Chemellier im Département Maine-et-Loire (seit 1986, verschwistert seit 2006).

### Städtefreundschaften
Seit 1208 besteht eine Städtefreundschaft zwischen Worms und Speyer. Aus Anlass des 800-jährigen Jubiläums wurde dieser Freundschaftsvertrag im November 2008 bei einer Feierstunde in Worms in Anwesenheit zahlreicher Stadträte aus beiden Städten von den Oberbürgermeistern Michael Kissel (Worms) und Werner Schineller (Speyer) erneuert.

### Mitgliedschaften
Die Stadt Worms ist bzw. war:
- einziges deutsches Mitglied im „Most Ancient European Towns Network“ (ehemaliger Arbeitskreis der ältesten Städte Europas)
- Gründungsmitglied des „Bundes der Lutherstädte“[48]
- Gründungsmitglied der „Arbeitsgemeinschaft der Europäischen Nibelungenstädte“[47]
- seit 2006 Mitglied im weltweiten „Klima-Bündnis“
- seit 2012 Mitglied der deutschen Sektion im „Rat der Gemeinden und Regionen Europas“

## Kultur und Sehenswürdigkeiten

### Religiöse Bauwerke

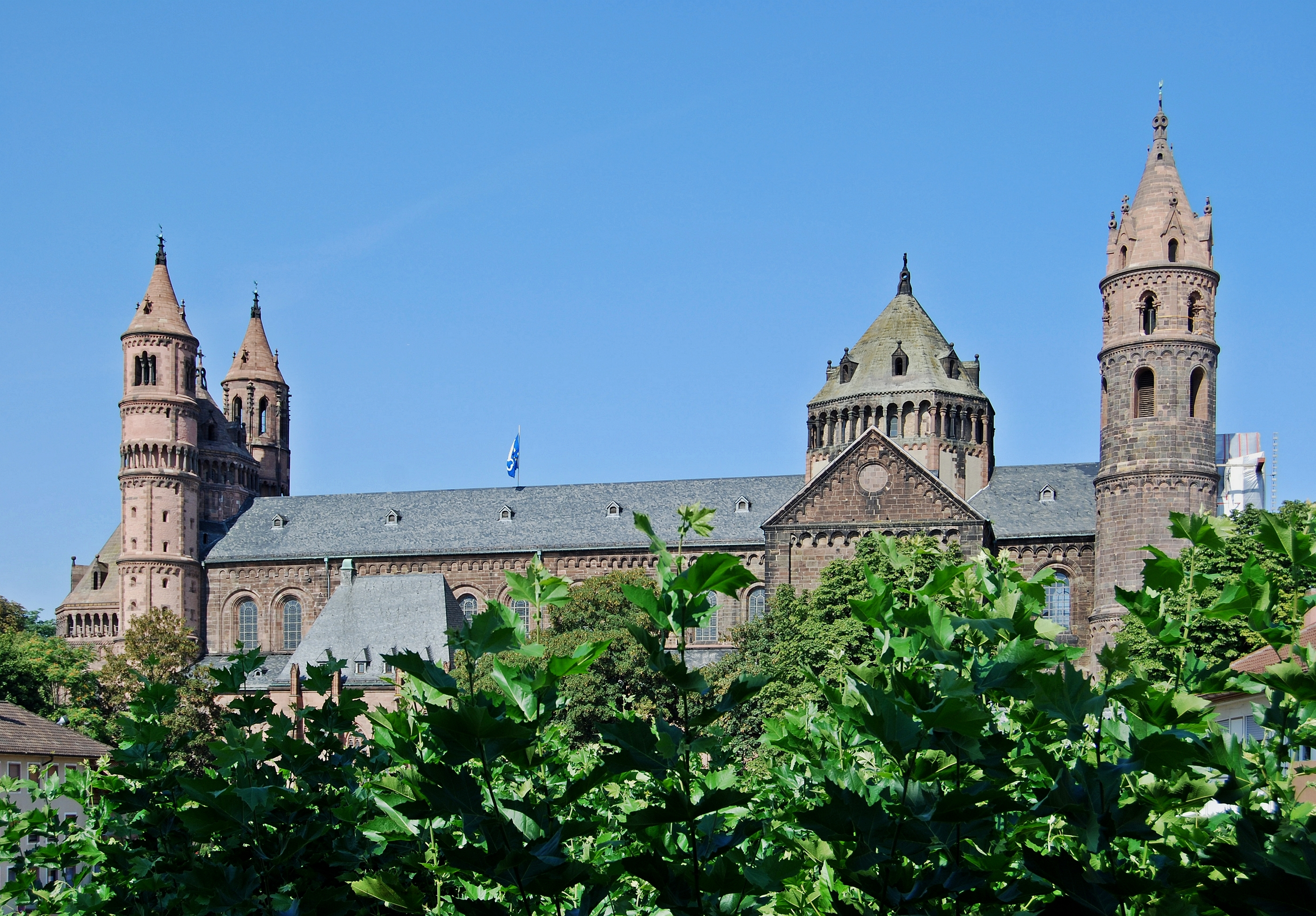
Wormser Dom (2009)

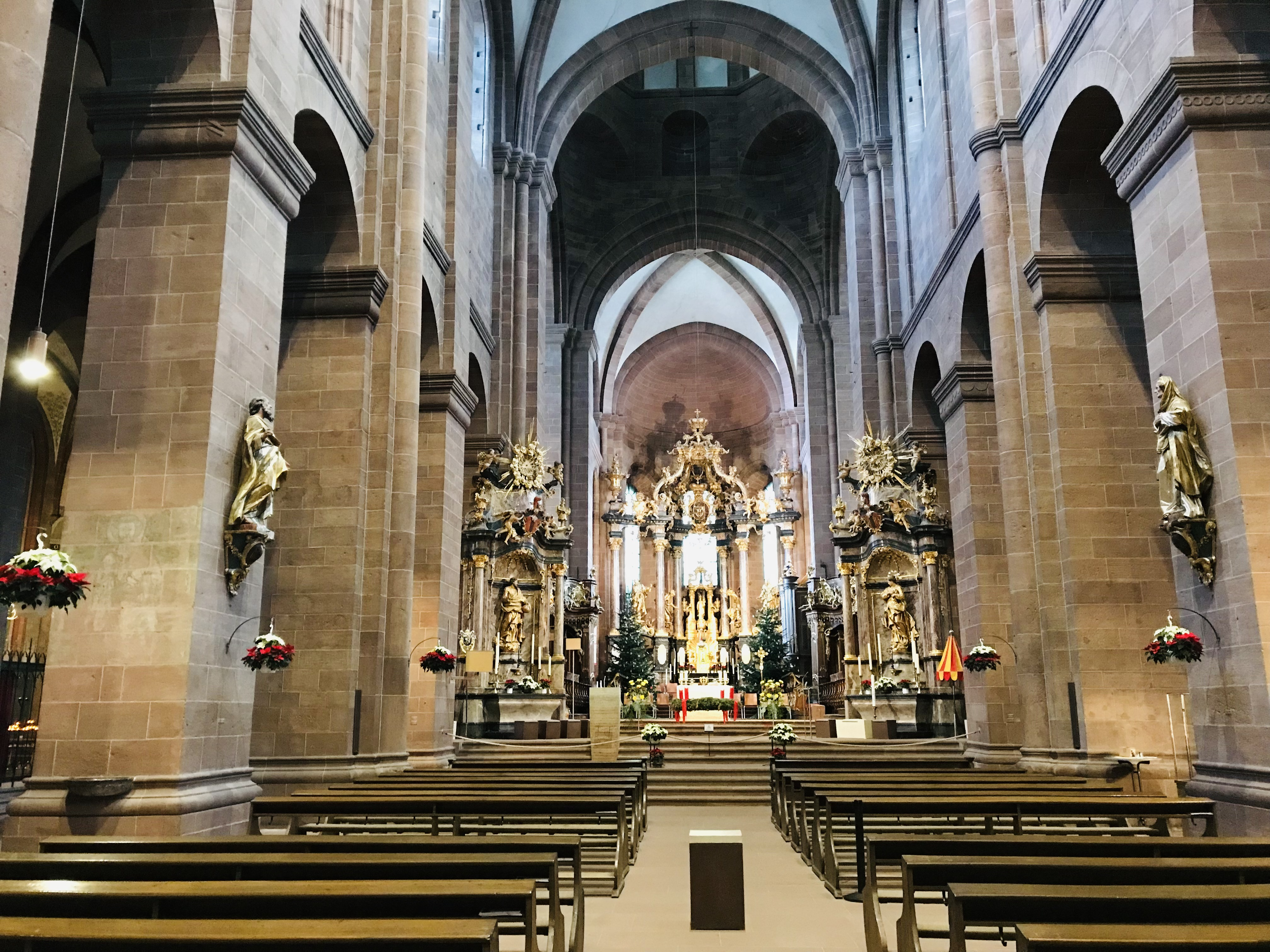
Altarbereich des Wormser Doms (2022)

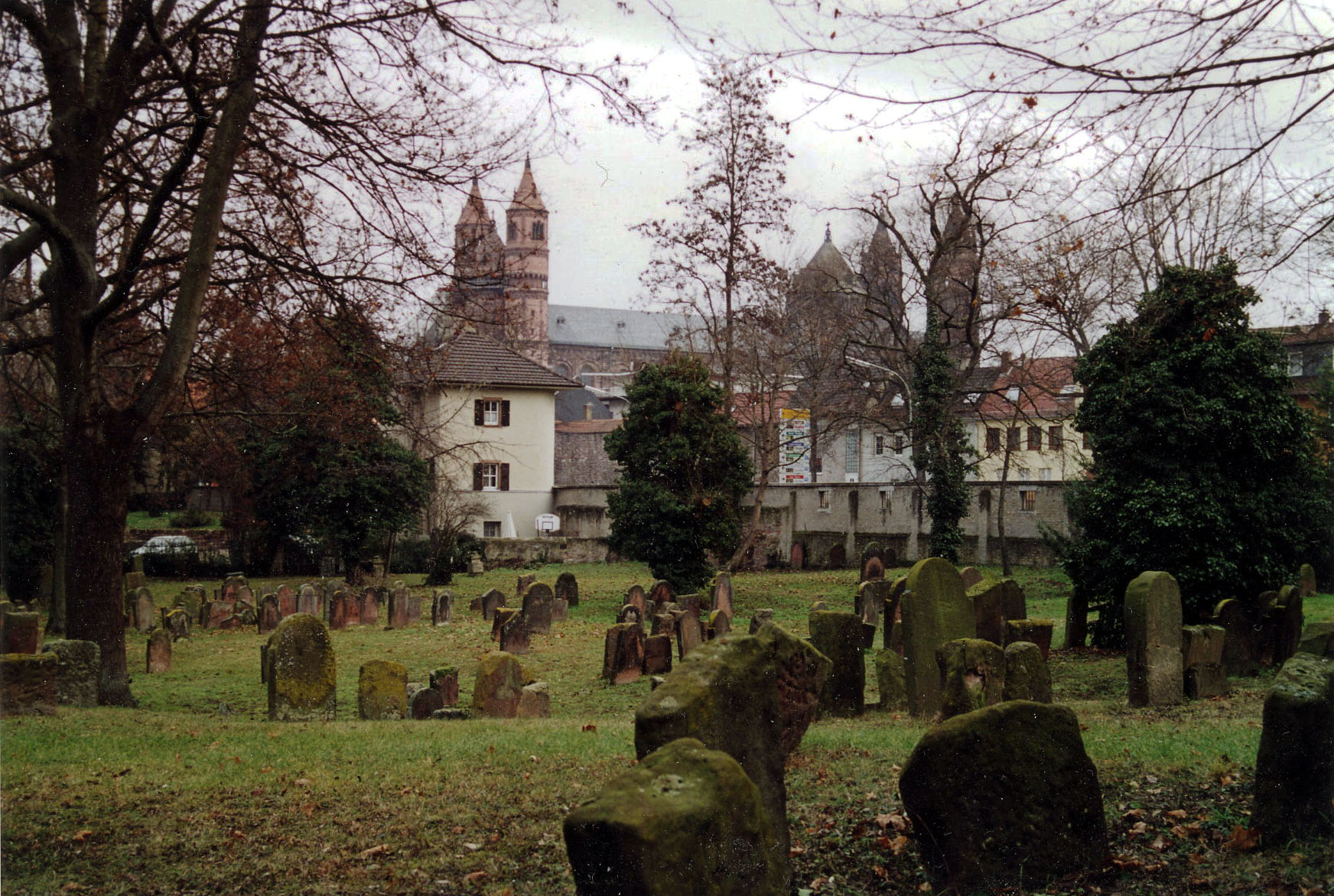
Alter jüdischer Friedhof „Heiliger Sand“ mit Blick zum Dom

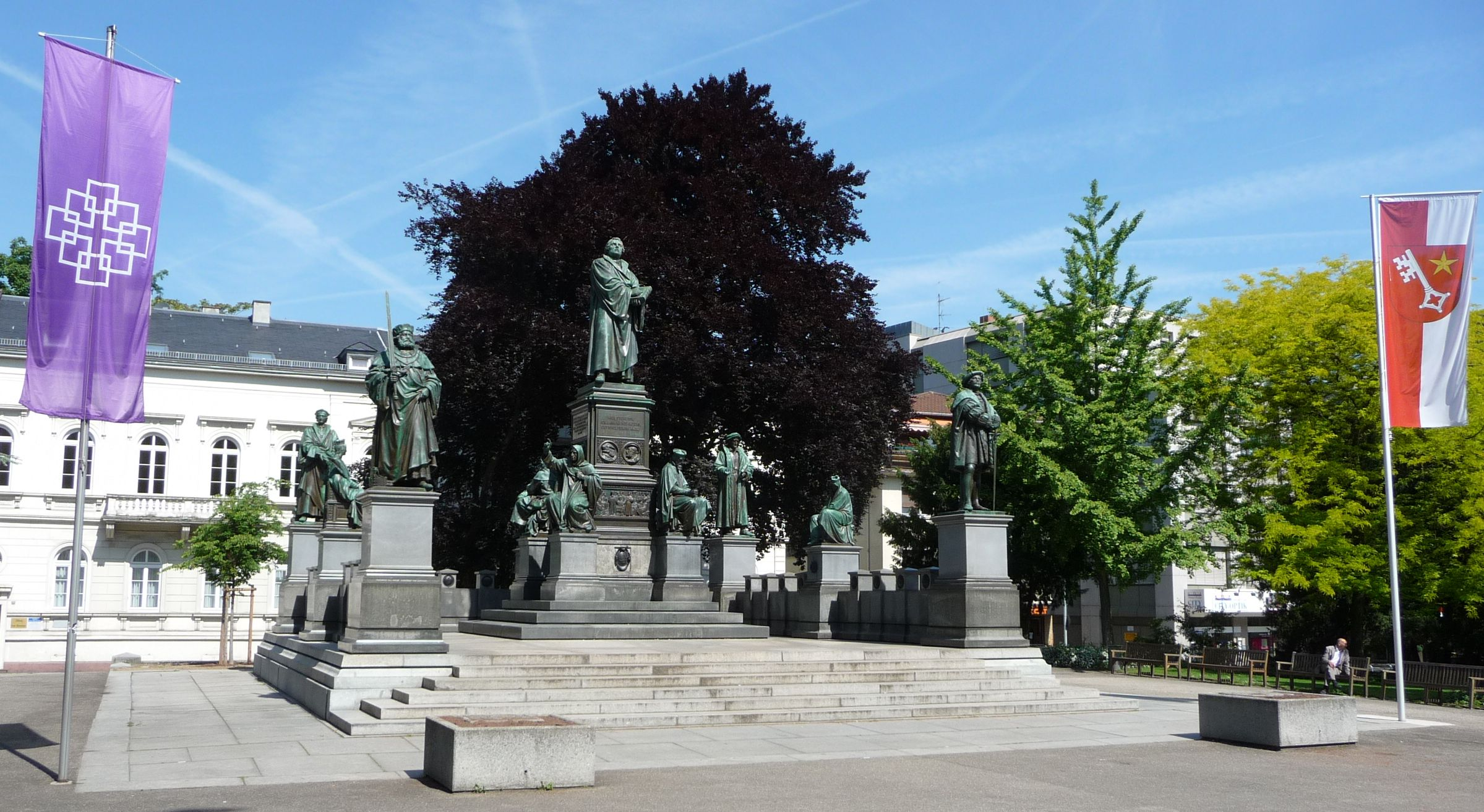
Lutherdenkmal

- Dom St. Peter, im Dombezirk die abgegangene Pfarr- und Taufkirche St. Johannes
- Alter jüdischer Friedhof Heiliger Sand (ältester erhaltener jüdischer Friedhof in Europa, seit 1076)
- Synagoge Worms, erstmals 1034 erwähnt, nach mehreren Zerstörungen (1096, 1146, 1349, 1615, 1689, 1938) zuletzt von 1958 bis 1961 erneuert
- Mikwe von 1185/86
- Lutherdenkmal
- Liebfrauenkirche
- Pauluskirche und Dominikanerkloster
- Martinskirche (romanische Basilika)
- Magnuskirche, kleinste Wormser Kirche, karolingischer Gründung
- Andreaskirche mit St. Andreasstift (Museum der Stadt Worms)
- Dreifaltigkeitskirche (Marktkirche)
- Lutherkirche (Jugendstil)
- Lukaskirche, einer der letzten unveränderten Notkirchenbauten
- Friedrichskirche
- Mennonitenkirche Ibersheim in Worms-Ibersheim
- syrisch-orthodoxe Kirche Mor Philoxinos von Mabug am Kaiser-Heinrich-Platz
- Veysel-Karani-Moschee[49]
- Al-Arkam-Moschee[50]
- IGMG-Fatih-Moschee[51]

### Weltliche Bauwerke
- Nibelungenmuseum

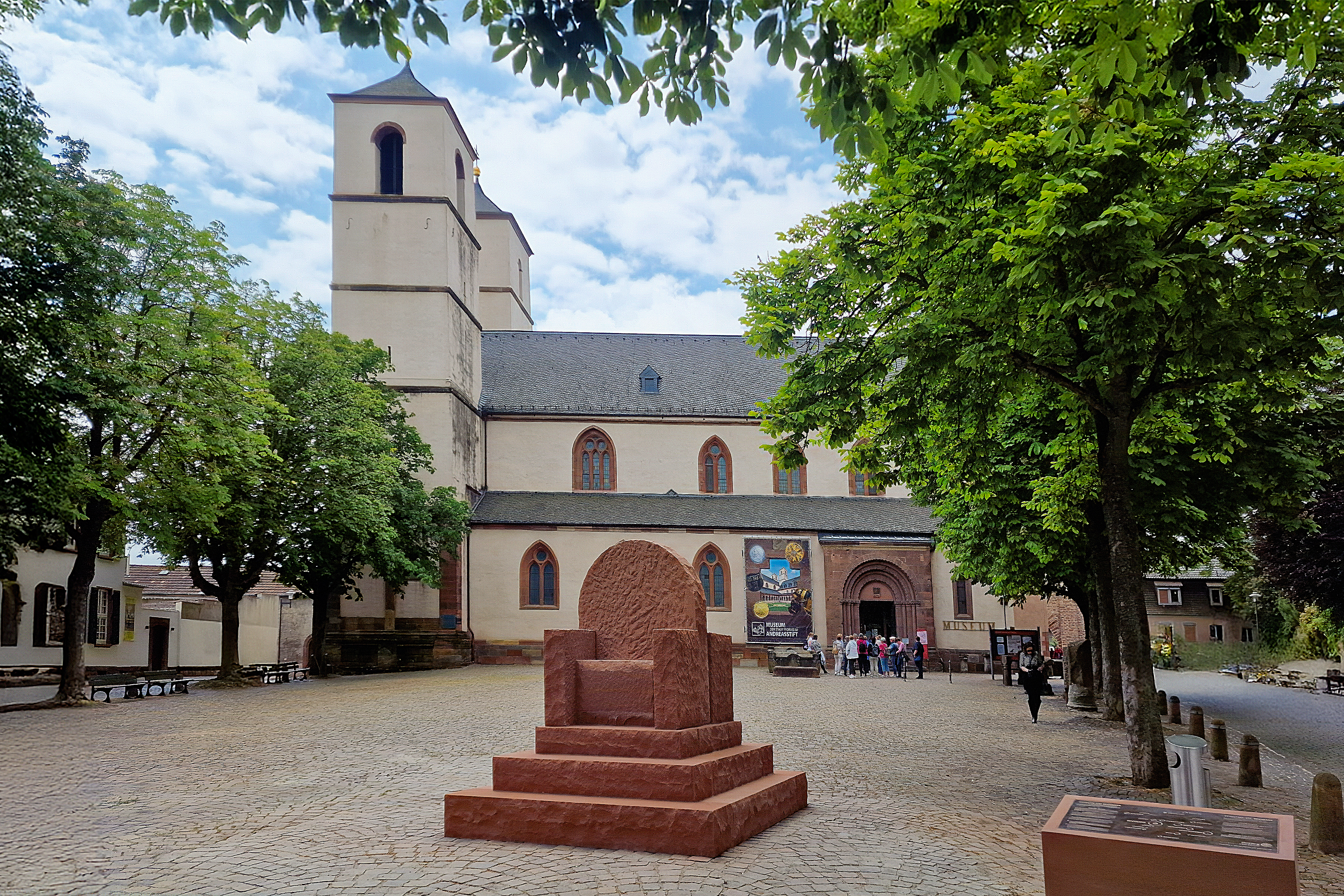
Thron zu Worms auf dem Weckerlingplatz zwischen Dom und Museum Andreasstift, Sandsteinskulptur von Eichfelder, 2025

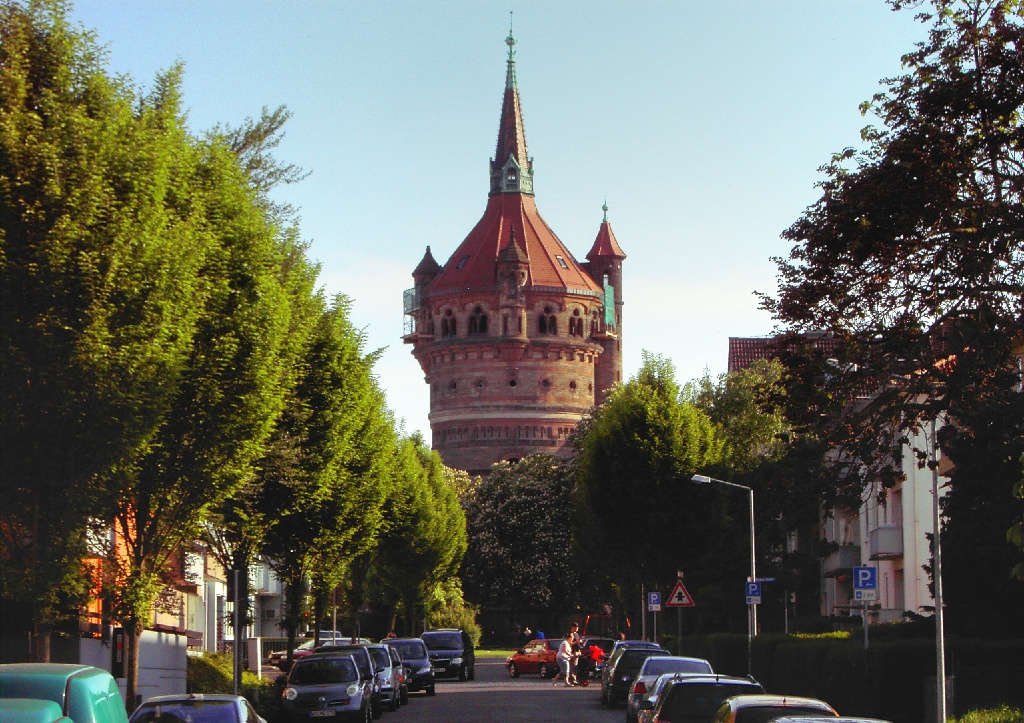
Wormser Wasserturm

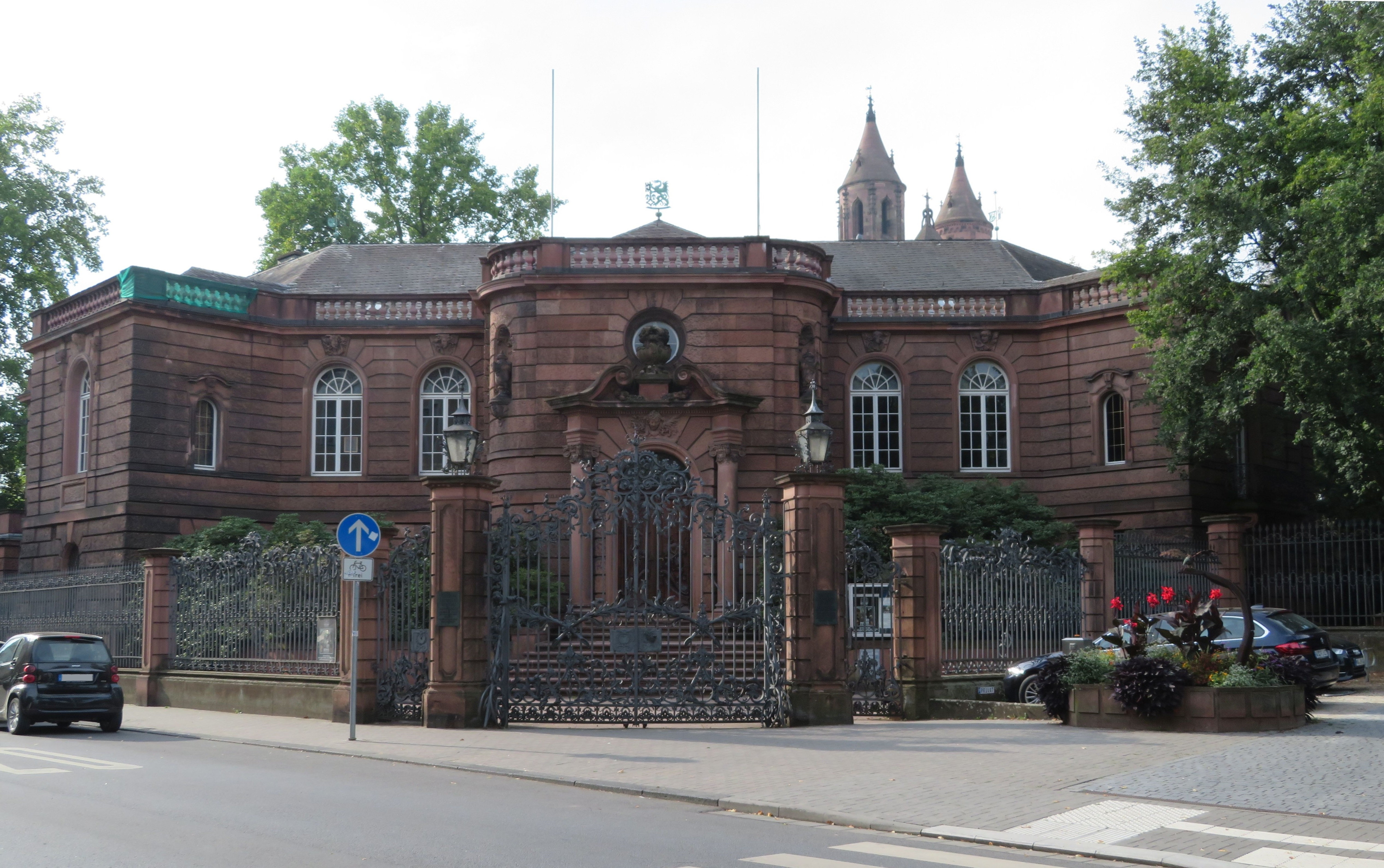
Kunsthaus Heylshof

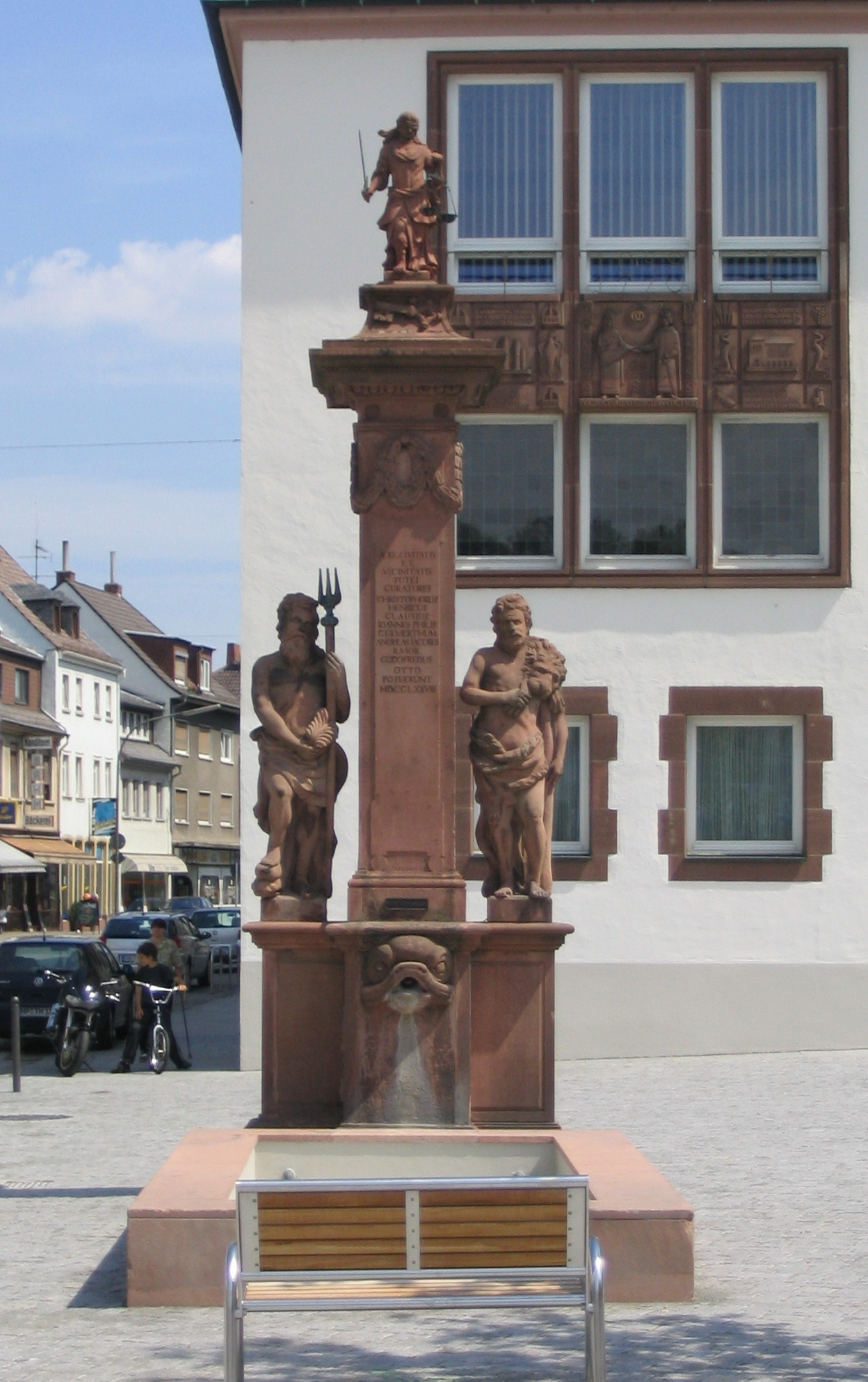
Gerechtigkeitsbrunnen am Rathaus

- Raschi-Haus (Museum und Stadtarchiv Worms)
- Nibelungenmühle
- Stadtmauer, Abschnitte erhalten
- Hagendenkmal
- Ludwigsmühle
- Nibelungenbrücke Worms (mit Nibelungenturm) entlang der B 47 über den Rhein
- Rheinbrücke Worms, Eisenbahnbrücke der Nibelungenbahn über den Rhein
- Thron zu Worms
- Wasserturm Worms
- Ludwigsdenkmal
- Große Fischerweide (einer der ältesten Straßenzüge)
- Kiautschau, Arbeitersiedlung
- Rathaus Worms

### Parks
In Worms bzw. an den Stadträndern gibt es folgende Parks:
- Albert-Schulte-Park – Park direkt nördlich des Stadtzentrums (Alter Friedhof)
- Hans-Dörr-Park – nordöstliche Fortsetzung des Albert-Schulte-Parks
- Stadtpark und Bürgerweide – Naherholungsgebiet südlich der Kernstadt
- Herrnsheimer Schlosspark – Park in Worms-Herrnsheim
- Karl-Bittel-Park (Pfrimmpark) – zwischen den Stadtteilen Pfiffligheim und Hochheim
- Tiergarten Worms – innerhalb der Bürgerweide gelegen

### Theater
- Das Wormser – Kulturzentrum und Gastspielhaus für Schauspiel, Konzerte, Operette, Musical, Ballett und Kindertheater. Nach Renovierung und Erweiterung wurde es am 29. Januar 2011 unter der Bezeichnung „Das Wormser“ neu eröffnet, zuvor wurde es als Städtisches Spiel- und Festhaus Worms bezeichnet.
- Nibelungenfestspiele Worms – Freiluftbühne vor dem Wormser Dom
- LincolnTheater – Spielstätte für Kleinkunst, Kabarett, Kindertheater und Konzerte[52]
- Kleines Theater der Volksbühne Worms – Amateurtheater mit eigener Spielstätte (seit 1908)
- Theater im Museumshof – Wormser Freilichttheater
- Nibelungenhorde e. V. – Theaterprojekt im Rahmen der Nibelungenfestspiele für Jugendliche unter professioneller Anleitung.[53]

### Museen
- Ammeheisje, Heimatmuseum Worms-Ibersheim
- Bojemääschterei, Fischerwääder Museum
- Heimatmuseum Worms-Abenheim
- Heimatmuseum Worms-Herrnsheim
- Heimatmuseum Worms-Horchheim
- Heimatmuseum Worms-Weinsheim
- Kunsthaus Heylshof mit Parkanlage
- Museum der Stadt Worms im Andreasstift
- Nibelungenmuseum
- Jüdisches Museum der Stadt Worms im Raschi-Haus
- Schulmuseum Worms-Pfeddersheim

### Kulturvereine
- Altertumsverein Worms, gegründet 1879, ca. 500 Mitglieder.
- Kunstverein Worms, gegründet 2001, etwa 300 Mitglieder, Ausstellungen und Förderung zeitgenössischer Kunst[54]
- Temptation Gospel Voices e. V., gegründet 2006.

### Regelmäßige Veranstaltungen

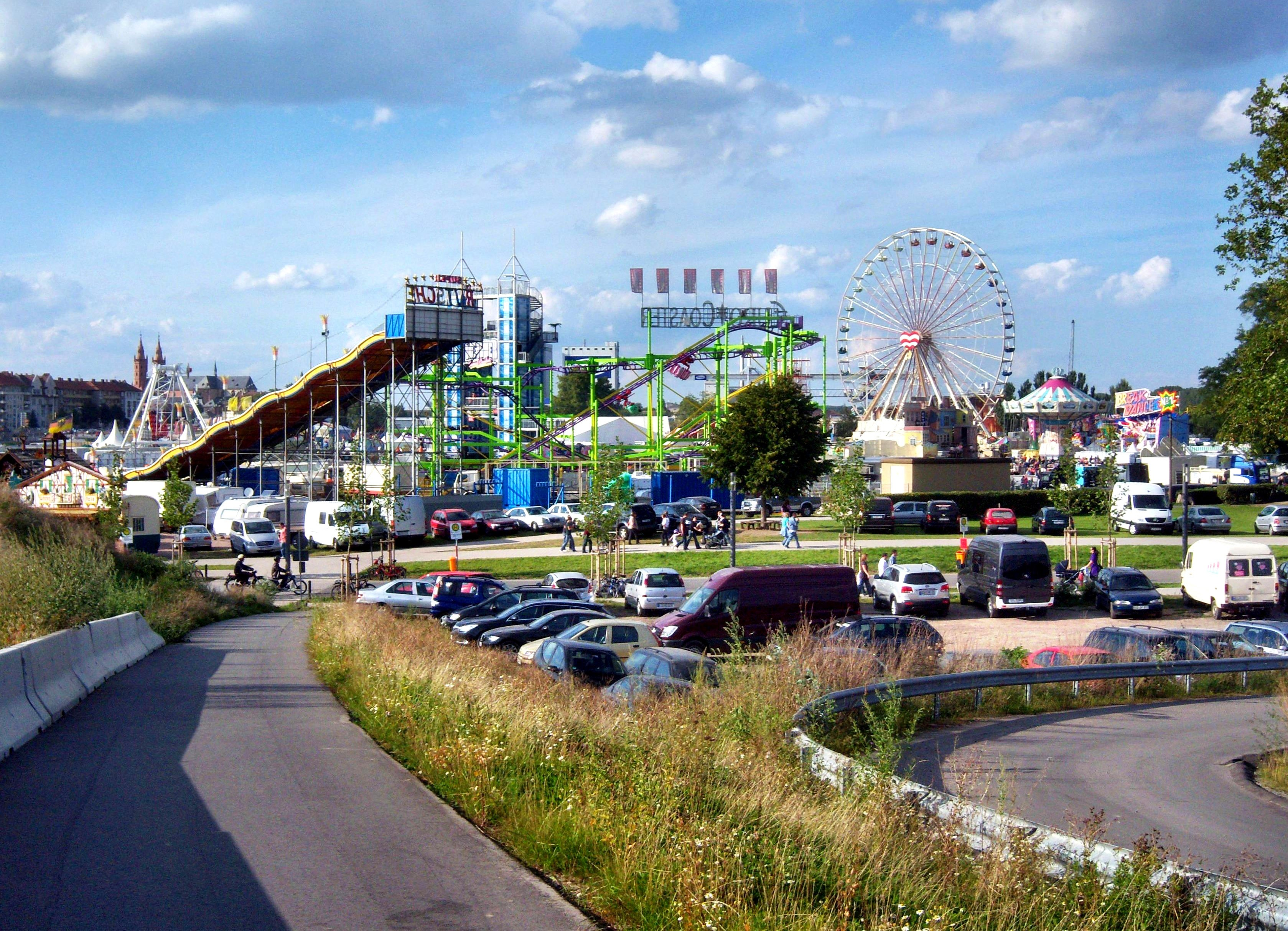
Backfischfest 2010

#### Traditionsveranstaltungen
- Wormser Backfischfest, größtes Wein- und Volksfest am Rhein, mit alljährlichem Festumzug und abendlichem Feuerwerk.
- Wormser Fastnacht, mehrere Fastnachtsvereine zeigen mit politischen Vorträgen und Kokolores dem Publikum die närrischen Seiten aus Politik und Gesellschaft:
  - Wormser Narrhalla von 1840 e. V.
  - Wormser Liederkranz 1875 e. V.
  - Wormser Carneval Club 1974 e. V.
- Wormser Pfingstmarkt, die älteste Verbrauchermesse der Region.

#### Kulturelle Veranstaltungen
- Wormser Nibelungenfestspiele, Theaterfestival mit unterschiedlichen Inszenierungen des Nibelungenlieds (seit 2002).
- Blickachse, große Open-air-Kunstausstellung im Herrnsheimer Schlosspark

#### Musikfestivals
- Worms: Jazz and Joy, jährliches dreitägiges Jazz-Festival mit fünf Bühnen rund um den Dom.
- Wormser Rocknacht, jährlich stattfindende Rocknacht mit Bands aus Worms und Umgebung.
- Wormser Honky Tonk, Kneipenfestival im Frühjahr.
- Apostel-Openair, Musikfestival im Sommer.
- Wormstock, jährlich stattfindendes Rock-Festival, meistens im Juli.
- Wormser Gospelfestival, zweijährlich stattfindendes Festival mit internationalen Gospelgrößen.

### Sport

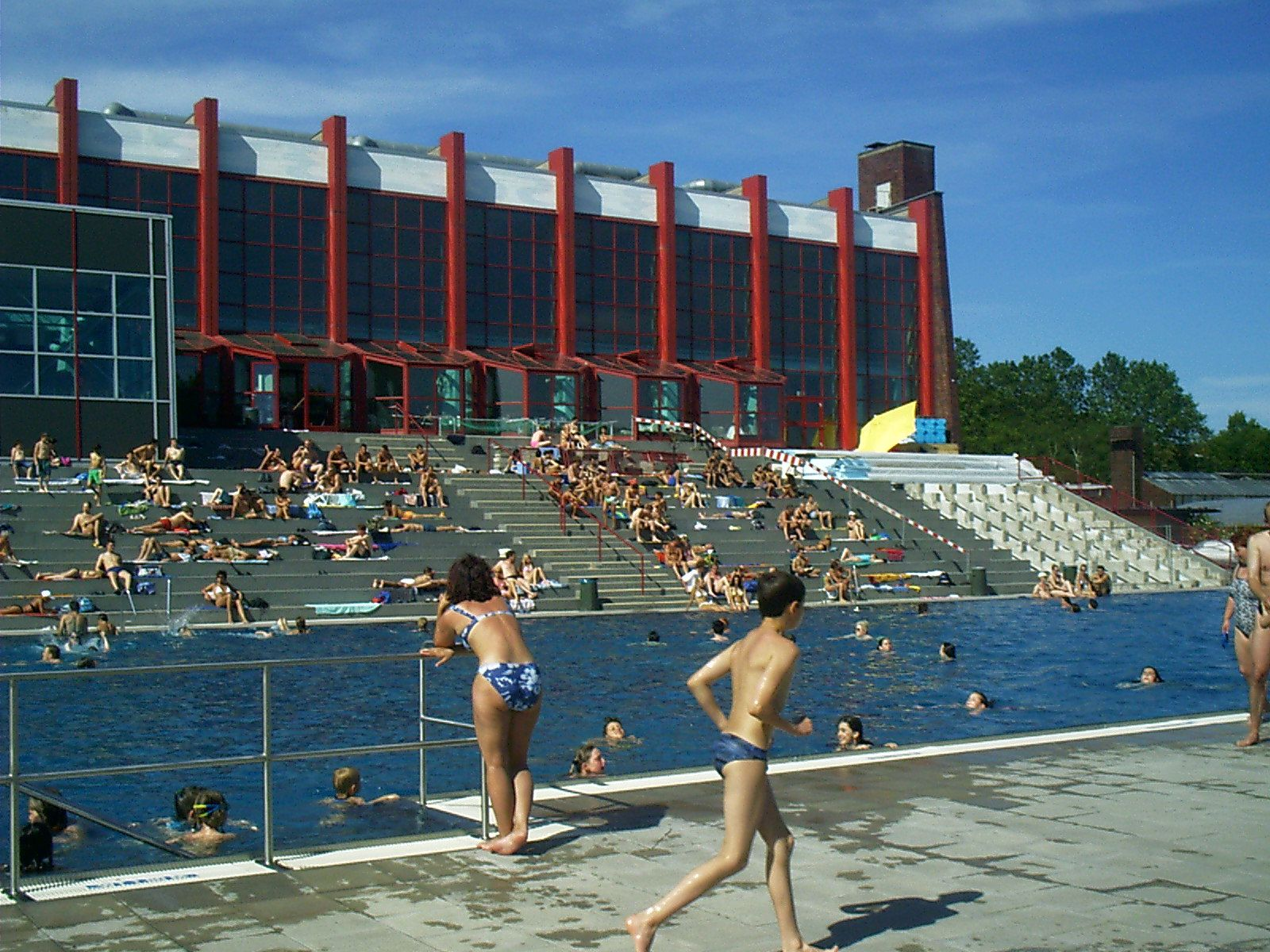
Heinrich-Völker-Bad

#### Freizeiteinrichtungen
- Heinrich-Völker-Bad (Frei- und Hallenbad)
- Paternus-Freibad Worms-Pfeddersheim
- Herrnsheimer Badesee

#### Veranstaltungen
- EWR Hockey-Days (Turnier zur Saisonvorbereitung der Damen-Feldhockey-Bundesliga; März/April)
- Nibelungenlauf (Anfang September)
- Tristar 111 Germany (2010–12)
- Fußball-Stadtmeisterschaft (jährlich seit 1968)

#### Vereine

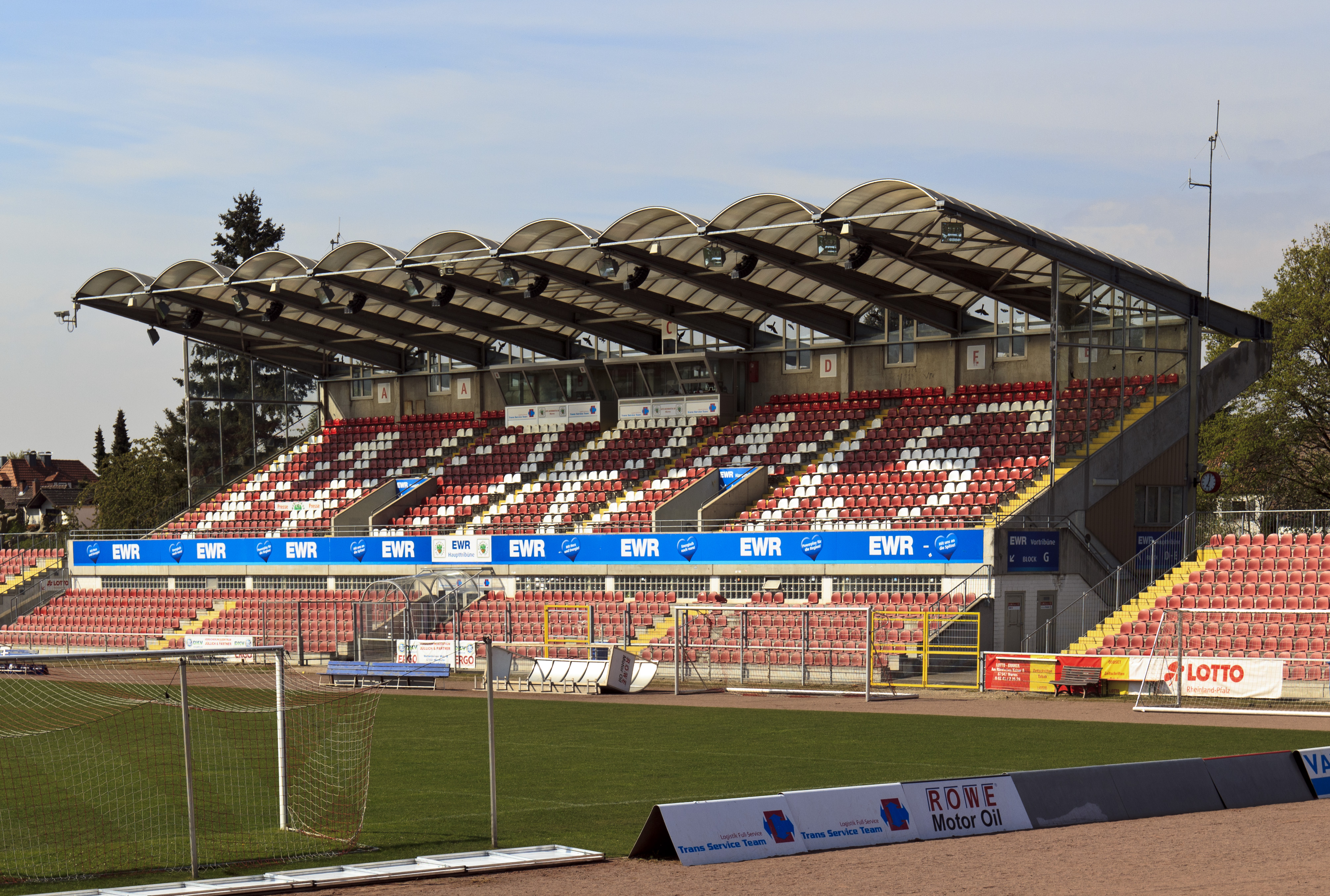
EWR-Arena, Stadion von Wormatia Worms

- VfR Wormatia Worms 08; Fußballverein, sechsmal Südwestmeister, Gründungsmitglied der 2. Bundesliga, spielt heute in der fünftklassigen Oberliga Rheinland-Pfalz/Saar
- Turngemeinde 1846 Worms (TGW); mit etwa 3000 Mitgliedern größter Sportverein in Worms und einer der größten in Rheinland-Pfalz; 19 Abteilungen mit TGW-Hockey e. V, vier Olympiateilnehmer
- TV 1863 Leiselheim; erfolgreichster Tischtennisverein Rheinhessens[55]
- Verein für Hallenradsport Worms (VfH); bundesweit bekannter Radsportverein
- Wormser Ruderclub Blau-Weiß von 1883; 2006 Zusammenschluss von Ruderclub Blau-Weiß, gegründet 1947, und der Wormser Rudergesellschaft von 1883; erfolgreichstes Mitglied: Peter Uhrig, Weltmeister und zweifacher Olympionike sowie mehrfacher Deutscher Meister
- TC Rot-Weiß Worms
- Rockin’ Wormel Worms e. V., national und international erfolgreicher Rock-’n’-Roll-Tanzsportverein

## Wirtschaft und Infrastruktur
| Größte Weinbaugemeinden im Anbaugebiet                     | Rang nach Rebfläche (innerhalb von RLP) | Bestockte Rebfläche 2022 |
| ---------------------------------------------------------- | --------------------------------------- | ------------------------ |
| Rheinhessen                                                |                                         |                          |
| Worms                                                      | 03                                      | 01.659                   |
| Westhofen                                                  | 07                                      | 00.824                   |
| Nierstein                                                  | 09                                      | 00.805                   |
| Alzey                                                      | 08                                      | 00.778                   |
| Alsheim                                                    | 10                                      | 00.712                   |
| Ingelheim am Rhein                                         | 13                                      | 00.708                   |
| Bechtheim                                                  | 11                                      | 00.669                   |
| Flörsheim-Dalsheim                                         | 12                                      | 00.652                   |
| Bingen am Rhein                                            | 15                                      | 00.578                   |
| Saulheim                                                   | 16                                      | 00.539                   |
| Statistisches Landesamt Rheinland-Pfalz, Bad Ems, Mai 2023 |                                         |                          |

Im Jahr 2016 erbrachte Worms, innerhalb der Stadtgrenzen, ein Bruttoinlandsprodukt (BIP) von 2,927 Milliarden Euro. Das BIP pro Kopf lag im selben Jahr bei 35.545 € (Rheinland-Pfalz: 34.118 €, Deutschland 38.180 €). Das BIP je Erwerbsperson beträgt 66.798 €. 2016 wuchs das BIP der Stadt nominell um 0,6 %, im Vorjahr betrug das Wachstum 2,4 %. In der Stadt waren 2016 ca. 43.800 Erwerbstätige beschäftigt. Die Arbeitslosenquote lag im Dezember 2018 bei 6,1 % und damit über dem Durchschnitt von Rheinland-Pfalz von 4,1 %.
In Worms gibt es 2100 Betriebe mit 26.600 Mitarbeitern (Stand Juni 2001). Die Zahl der Einpendler aus dem Umland entspricht einem Anteil von 45 % der Wormser Beschäftigten.
Im Zukunftsatlas 2016 belegte die kreisfreie Stadt Worms Platz 189 von 402 Landkreisen, Kommunalverbänden und kreisfreien Städten in Deutschland und zählt hiernach zu den Orten mit „ausgeglichenem Chancen-Risiko Mix“ [sic] für die Zukunft. Im Zukunftsatlas 2025 belegte die Stadt Worms nur noch Platz 264 von 400 Landkreisen, Kommunalverbänden und kreisfreien Städten in Deutschland.

### Gewerbe
Im produzierenden Gewerbe gibt es in Worms Unternehmen der chemischen Industrie und der Kunststoffherstellung, der Metallerzeugung und des Maschinenbaus, Hersteller von EDV-Geräten und Optik sowie Holz verarbeitende Industrie. Die früher bedeutende Wormser Lederindustrie spielt hingegen heute keine Rolle mehr.
Dienstleistung und Handel verzeichnen in den vergangenen Jahren ein starkes Wachstum. Gerade in der Logistikbranche, vorrangig im Industriegebiet Worms-Nord, haben sich aufgrund der guten Verkehrssituation zahlreiche Betriebe neu angesiedelt.

### Landwirtschaft
Der traditionelle Weinbau in und um Worms ist durch die Wormser Liebfrauenmilch international bekannt. Worms ist mit 1.564 ha bestockter Rebfläche die drittgrößte Weinbaugemeinde in Rheinland-Pfalz und größte Weinbaugemeinde im Weinbaugebiet Rheinhessen. Daneben befindet sich in Worms eine der größten Mälzereien Europas.

### Arbeitsmarkt
Die Arbeitslosigkeit in der Stadt Worms lag Ende Juli 2010 mit 9,0 % höher als im restlichen Rheinhessen, sowie höher als der Bundesdurchschnitt. 45 % der beschäftigten Einwohner von Worms pendeln in die umliegenden Wirtschaftsräume aus, insbesondere nach Ludwigshafen und Mannheim, aber auch nach Mainz und in den Frankfurter Raum.

### Fremdenverkehr
Für den Fremdenverkehr stehen in 35 Hotels und Gasthäusern insgesamt 1.132 Betten zur Verfügung (Stand 2014). Außerdem gibt es ein Jugendgästehaus (gegenüber dem Dom), eine Gruppenherberge im Nibelungenturm der Nibelungenbrücke sowie eine Wohnmobilstation am Rhein. 2014 wurden 68.880 Gäste gezählt, die im Durchschnitt zwei Tage in Worms verbrachten.

### Medien

Logo der Wormser Zeitung

Als Tageszeitung erscheint die Wormser Zeitung als Regionalausgabe  Mainzer Allgemeinen Zeitung. Ferner wird die kostenlose Anzeigenzeitung Nibelungen-Kurier zweimal wöchentlich an alle Wormser Haushalte verteilt. Die Produktion des ebenfalls zweimal wöchentlich produzierten Wormser Wochenblatts wurde 2021 eingestellt. Monatlich erscheint das WO! Magazin.
Eine weitere Institution ist der Offene Kanal Worms; seine bekannteste Sendung ist wohl das Wormser Montags-Magazin, das wegen seines langen Bestehens und seiner Nachhaltigkeit oft mit dem Offenen Kanal identifiziert wird.

### Verkehr

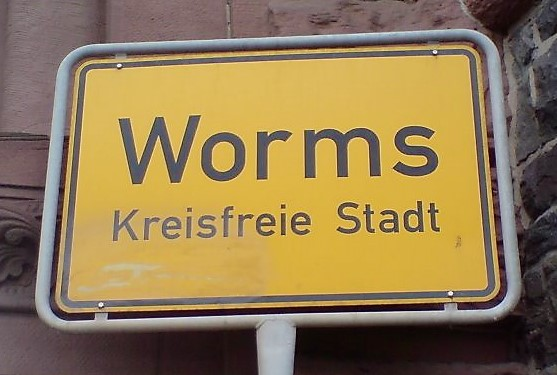
Wormser Ortseingangsschild

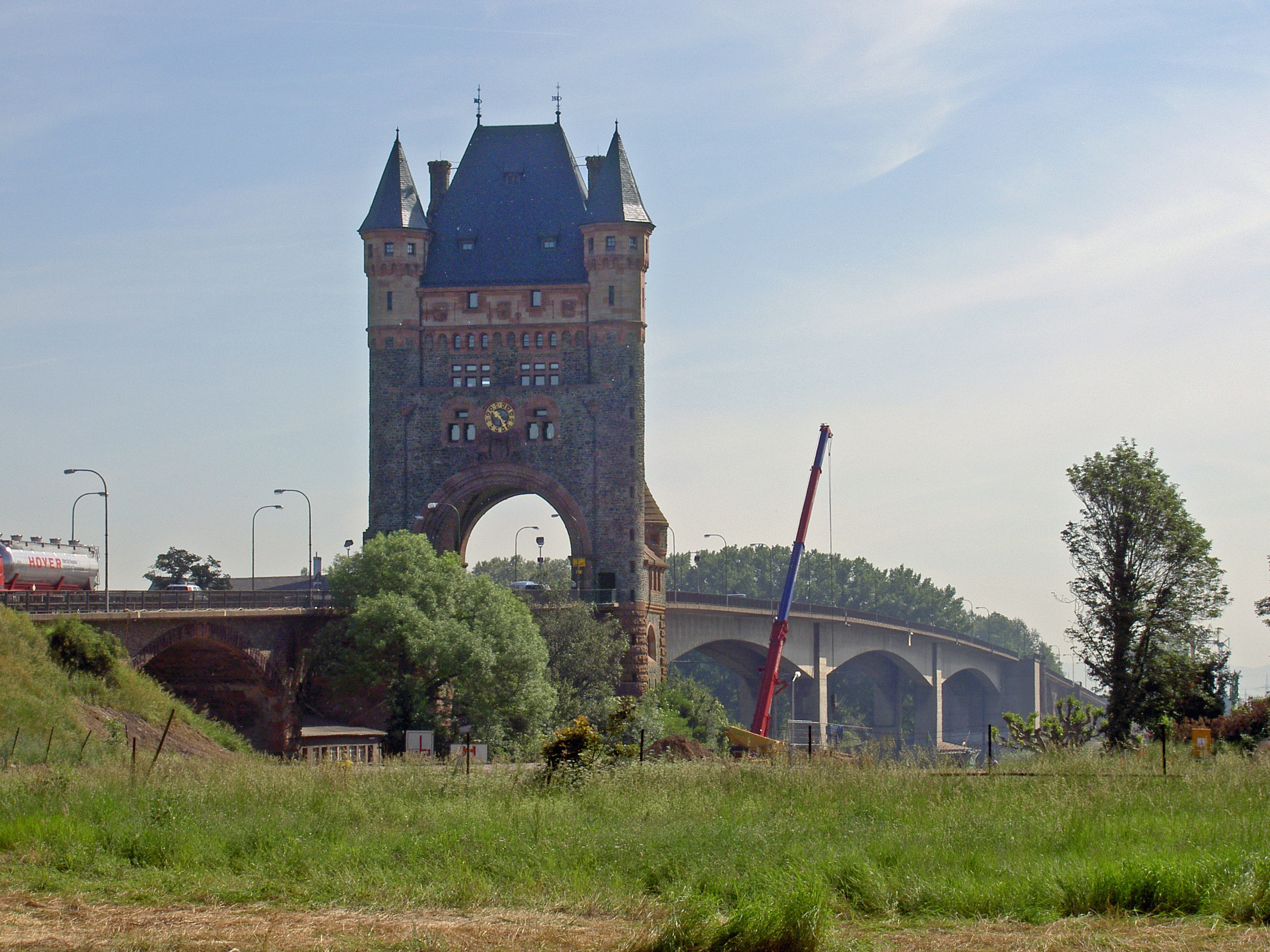
Nibelungenbrücke Worms mit Nibelungenturm

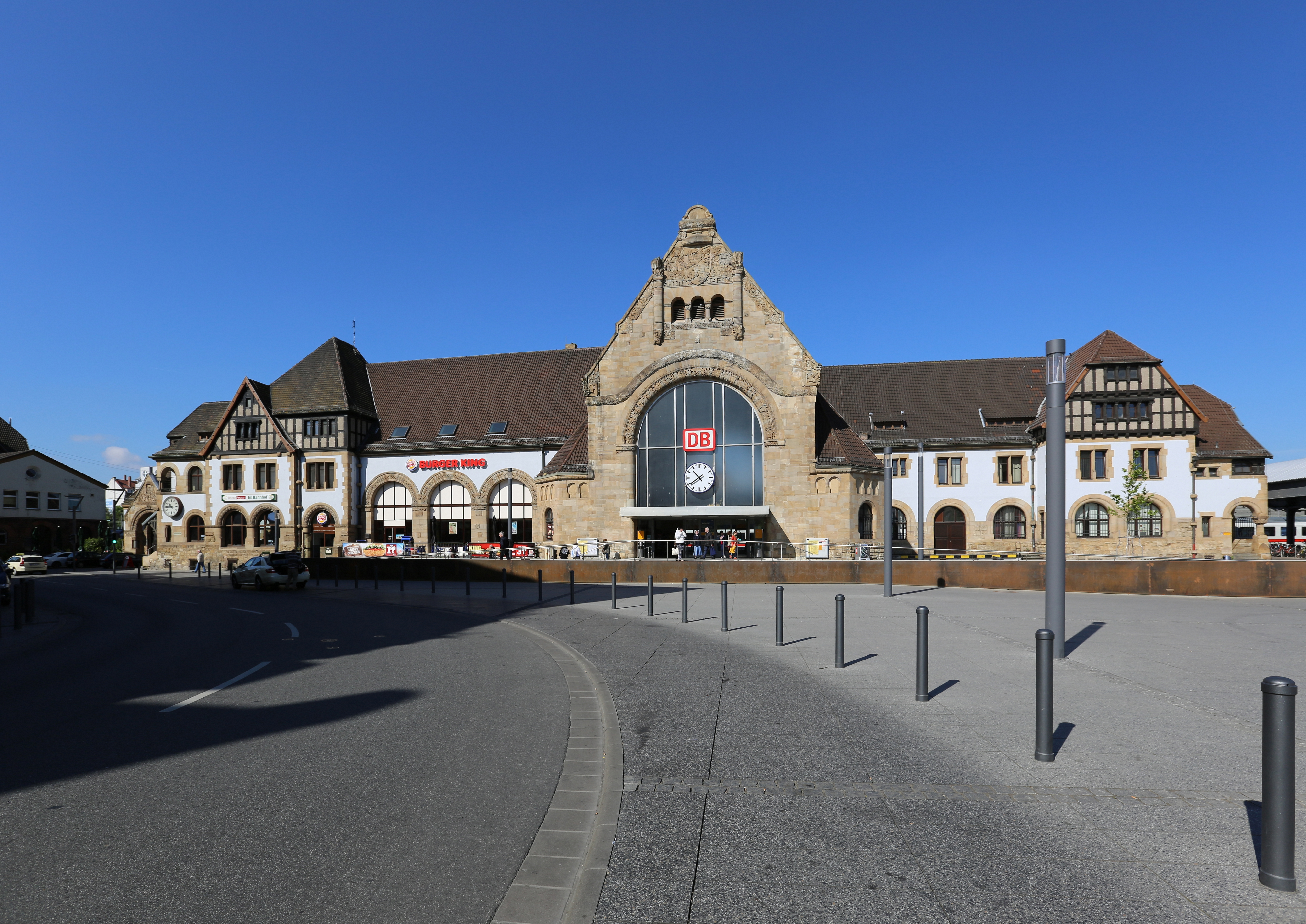
Der Wormser Hauptbahnhof (Straßenseite)

#### Straßenverkehr
Worms liegt an der linksrheinischen Autobahn 61 und der in Richtung Süden vierspurig ausgebauten Bundesstraße 9, über die auch eine Verbindung zur Autobahn 6 besteht, sowie an der durch die Stadt führenden Bundesstraße 47. Durch die 2008 fertiggestellte zweite Nibelungenbrücke im Zuge der B 47 besitzt Worms eine vierspurige Anbindung nach Südhessen und an die rechtsrheinischen Autobahnen 5 und 67. Die „alte“ Nibelungenbrücke mit ihrem „Nibelungenturm“ prägt das Wormser Stadtbild. Der Turm wurde 1897 bis 1900 nach Plänen von Stadtbaumeister Karl Hofmann erbaut, er wurde im neoromanischen Baustil errichtet und erreicht eine Höhe von 53 Metern. Auf der gegenüber liegenden Rheinseite existierte ein etwas kleinerer zweiter Turm, der jedoch 1945 kurz vor Kriegsende beschädigt und beim Neubau der Brücke abgetragen wurde.
Worms ist an regionale, nationale und internationale Radwege angeschlossen, unter anderem an die EuroVelo-Route Rheinradweg, an den Zellertalradweg, an den Salierradweg und die Rheinterrassenroute.

#### Schienenverkehr
In Worms sind nur noch zwei Bahnhöfe in Betrieb: Worms Hauptbahnhof und Pfeddersheim. Der Hauptbahnhof liegt an der linksrheinischen Hauptstrecke Mainz–Worms–Ludwigshafen–Mannheim. Vom Fernverkehr halten hier aber nur ganz vereinzelt Züge, aber alle des Regionalverkehrs. Worms Hauptbahnhof ist außerdem ein Endpunkt der Rheinhessenbahn nach Bingen, der Nibelungenbahn nach Bensheim und eines Pendelverkehrs nach Biblis über die Rheinbrücke Worms. Dort besteht Anschluss an die Riedbahn in Richtung Frankfurt am Main. Nach Frankfurt besteht auch eine umsteigefreie Verbindung über Mainz. Seit Juni 2018 ist die Strecke Mainz–Worms–Ludwigshafen–Mannheim täglich im Halbstundentakt in das Netz der S-Bahn RheinNeckar eingebunden.

#### Öffentlicher Nahverkehr
Neben dem Schienenverkehr wird das Stadtgebiet von neun Stadtbus-, sieben Regionalbus- und sechs Nachtbuslinien erschlossen, die vorwiegend von der DB Regio Bus Mitte (ehemals Busverkehr Rhein-Neckar) betrieben werden. Ruftaxis bedienen im Spätverkehr die Stadtteile mit schwachem Verkehrsaufkommen. Die Wormser Straßenbahn ist seit 1956 stillgelegt.
Worms ist in den Verkehrsverbund Rhein-Neckar integriert. Übergangsregelungen ermöglichen zudem die Nutzung von Fahrscheinen des Rhein-Main-Verkehrsverbundes und des Rhein-Nahe-Nahverkehrsverbundes.

#### Schiffsverkehr
Der Hafen Worms besitzt am linken Rheinufer mehrere Hafenbecken, die für Güterumschlag oder Freizeit genutzten werden und sich bis Rheindürkheim erstrecken.

#### Luftverkehr
Südlich der Stadt liegt der überwiegend für Sportfliegerei genutzte Flugplatz Worms.

### Bildung

#### Hochschulen
- BFU Theologische Fernschule
- Hochschule Worms

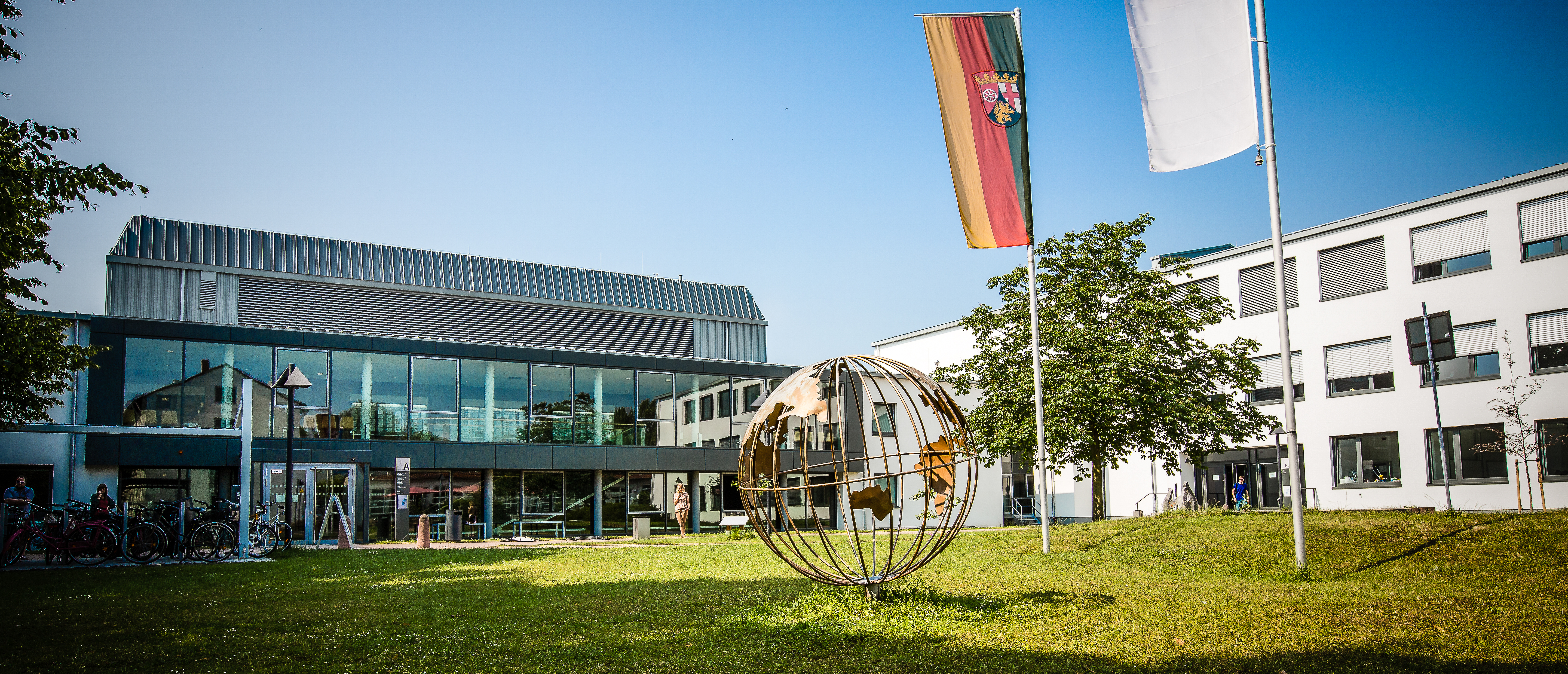
Campus der Hochschule Worms

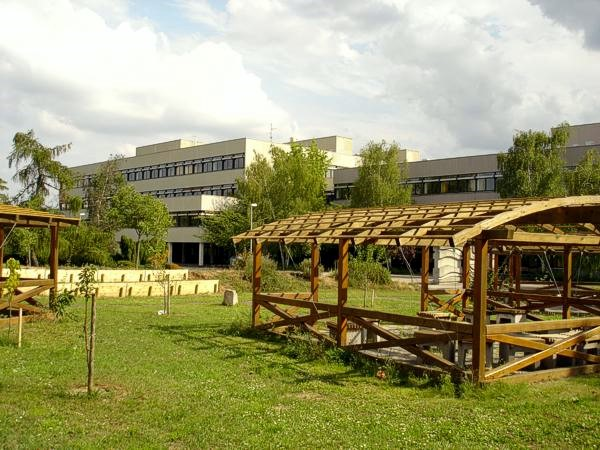
Bildungszentrum Worms

  - ZTT Zentrum für Technologietransfer und Telekommunikation

#### Allgemeinbildende Schulen
- Integrierte Gesamtschule
  - Nelly-Sachs-IGS (Horchheim; zuvor: Kerschensteiner Schule)
- Gymnasien:
  - Eleonoren-Gymnasium
  - Gauß-Gymnasium
  - Rudi-Stephan-Gymnasium (altsprachlich, mit Ganztagesangebot)
- Realschulen:
  - Pfrimmtal-Realschule plus (zuvor: Diesterweg-/Paternus-Realschule plus)
  - Karmeliter-Realschule plus (zuvor: Karmeliter-/Staudinger-Realschule plus)
  - Nibelungen-Realschule plus
  - Westend-Realschule plus
- 14 Grundschulen
- Geschwister-Scholl-Förderschule

#### Weitere schulische Einrichtungen
- Jugendmusikschule der Stadt Worms (JMS)
- Volkshochschule Worms

### Öffentliche Einrichtungen

#### Kliniken
Das Klinikum Worms (ehemals Stadtkrankenhaus Worms), Lehrkrankenhaus der Universität Mainz, gehört mit 696 Betten zu den fünf größten Kliniken in Rheinland-Pfalz, außerdem existiert eine Tagesklinik des Deutschen Roten Kreuzes.

#### Behörden
Worms ist der Sitz mehrerer überregionaler Behörden:
- Amtsgericht Worms
- Hauptstelle des Finanzamtes Worms-Kirchheimbolanden
- Hauptstelle des Gesundheitsamtes Worms-Alzey
- Außenstelle des Landesbetriebes Mobilität Rheinland-Pfalz
- Außenbezirk Worms/Oppenheim des Wasserstraßen- und Schifffahrtsamtes Oberrhein
- Geschäftsstelle der Flussgebietsgemeinschaft Rhein
- Jugendarrestanstalt Worms
- Kontaktbüro für Spätausgesiedelte und jüdische Emigrierte des Landes Rheinland-Pfalz

#### Bibliotheken und Archive
- Stadtbibliothek Worms
- Stadtarchiv Worms

#### Trinkwasserversorgung und Abwasserentsorgung
Die Gewinnung, Aufbereitung und Verteilung des Trinkwassers wird von der EWR AG übernommen. Das Trinkwasser für Worms wird ausschließlich aus Grundwasser gewonnen. Im Wasserwerk im Bürstädter Wald  werden jährlich etwa 6,8 Mio. m³ Rohwasser aufbereitet. Neben Worms versorgt das Wasserwerk auch die Städte Lampertheim und Bürstadt. Der Wormser Stadtteil Ibersheim erhält sein Wasser aus dem Wasserwerk Osthofen des Zweckverbands Seebachgebiet. Das Wasserwerk im Bürstädter Wald wurde 1905 in Betrieb genommen und fördert das Rohwasser aus acht Tiefbrunnen.
Der Brutto-Verbrauchspreis lag 2021 bei 1,61 Euro je Kubikmeter. Mit einer Gesamthärte von 17,4 °dH (Ibersheim: 20,6 °dH) fällt das Wormser Trinkwasser in den Härtebereich „hart“.
Die Ableitung und Reinigung des anfallenden Abwassers fällt in den Zuständigkeitsbereich der Stadt Worms. Die 365 Kilometer lange öffentliche Kanalisation ist überwiegend als Mischsystem angelegt (322 Kilometer Mischwasserkanäle, 8 Kilometer Schmutz- und 35 Kilometer Regenwasserkanäle). Das Abwasser wird im zentralen Klärwerk  behandelt. Die Anlage hat eine Ausbaugröße von 180.000 Einwohnerwerten. Täglich werden bei Trockenwetter rund 30.000 m³ Abwasser gereinigt und in den Rhein abgegeben. Der anfallende Klärschlamm wird verfault, entwässert und anschließend entweder in der Landwirtschaft als Dünger verwendet oder verbrannt. Das bei der Faulung entstehende Klärgas wird in Blockheizkraftwerken zur Stromerzeugung verwendet. So kann die Anlage bei einem Stromverbrauch von 4.100 MWh pro Jahr mittlerweile 2.400 MWh durch Eigenenergieerzeugung decken.

### Wichtige Infrastrukturprojekte
- Von 2005 bis 2008 wurde die „neue“ Nibelungenbrücke errichtet; nach vollendeter Sanierung der „alten“ Nibelungenbrücke stehen seit September 2013 auf beiden Brücken insgesamt vier Fahrstreifen zur Verfügung.
- Mit dem Bau einer Südtangente als Ortsumgehung im Zuge der B 47 wurde 2016 begonnen. Das Projekt läuft 2020 immer noch. Der Lückenschluss der Westtangente zwischen B 9 und B 47n befinden sich noch in der Planungsphase.
- Die B 9 wird im Norden der Stadt schrittweise vierspurig ausgebaut und gleichzeitig um eine Parallelentlastung im Gewerbegebiet ergänzt. Problematisch bleibt die nach wie vor zweispurige Engstelle unter der Brücke der Bahnstrecke nach Biblis und Bensheim.
- Der Anschluss an die S-Bahn RheinNeckar wurde 2018 hergestellt.
- Von 2007 bis 2011 wurde das Kultur- und Tagungszentrum Das Wormser auf dem Gelände des Städtischen Spiel- und Festhauses gebaut. Es sollte um ein Hotel ergänzt werden.
- Im Zuge der Konversion militärisch genutzter Flächen wurden auf dem ehemaligen Kasernengelände der Prinz-Carl-Anlage ein Hotel und mehrere Unternehmen, auf dem ehemaligen Bundeswehrgelände an der Schönauer Straße ein Fachmarktzentrum angesiedelt. Auf dem ehemals von amerikanischen Streitkräften genutzten Liebenauer Feld ist ein neues Wohngebiet entstanden.

## Persönlichkeiten

### Zitate über Worms
„Mein Worms ergötzt mich schon von Ferne, wie wird erst die Entzückung seyn, kehr ich beym Glantz der Abendsterne in seinen Mauren jauchtzend ein.“

„Hernach sind wir fünf Tage zu Worms geblieben … Da waren wir lustig.“

„Wie könnte ich Worms und seine lieben Bewohner je vergessen?“

## Bilder

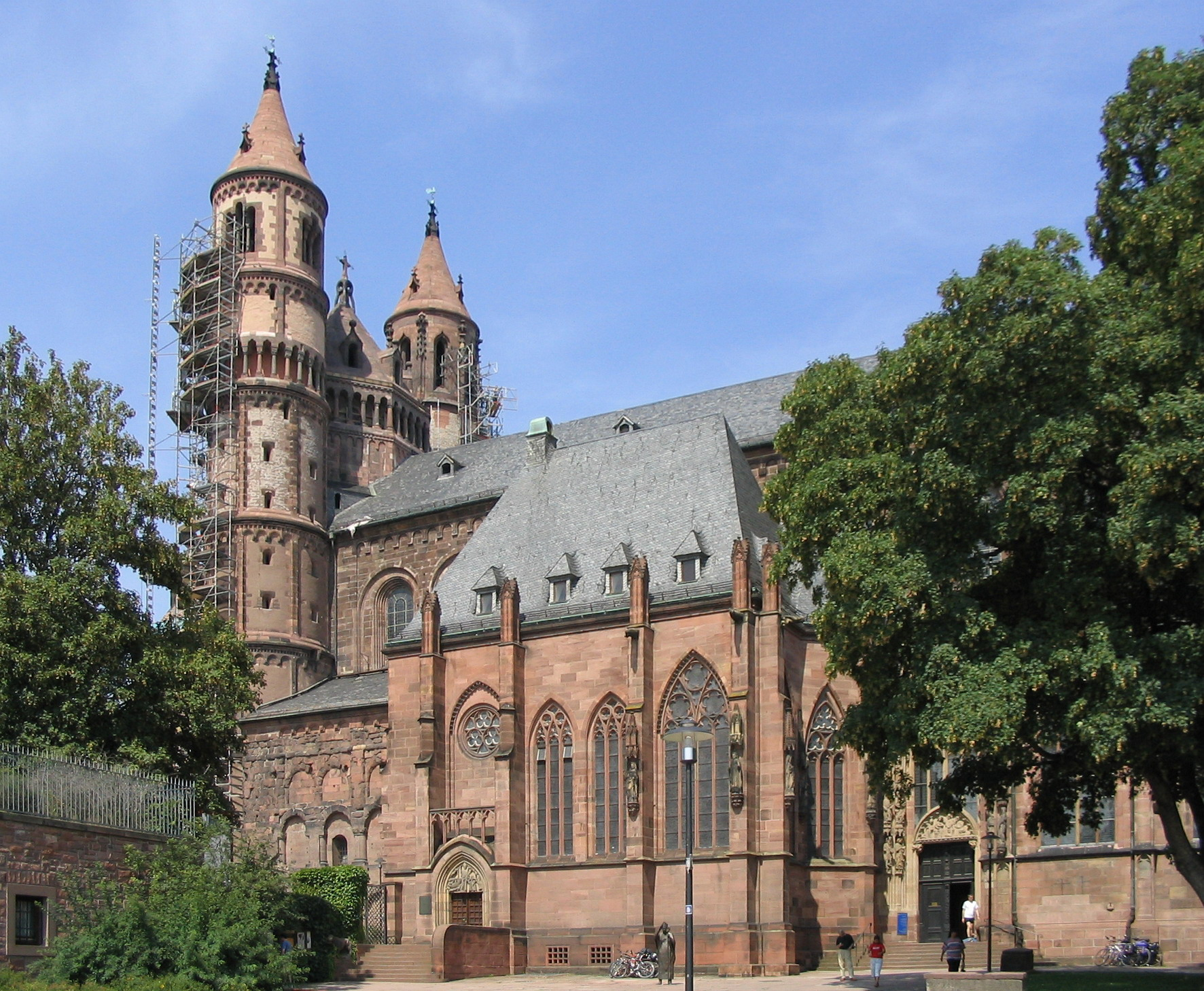
Der Wormser Dom St. Peter
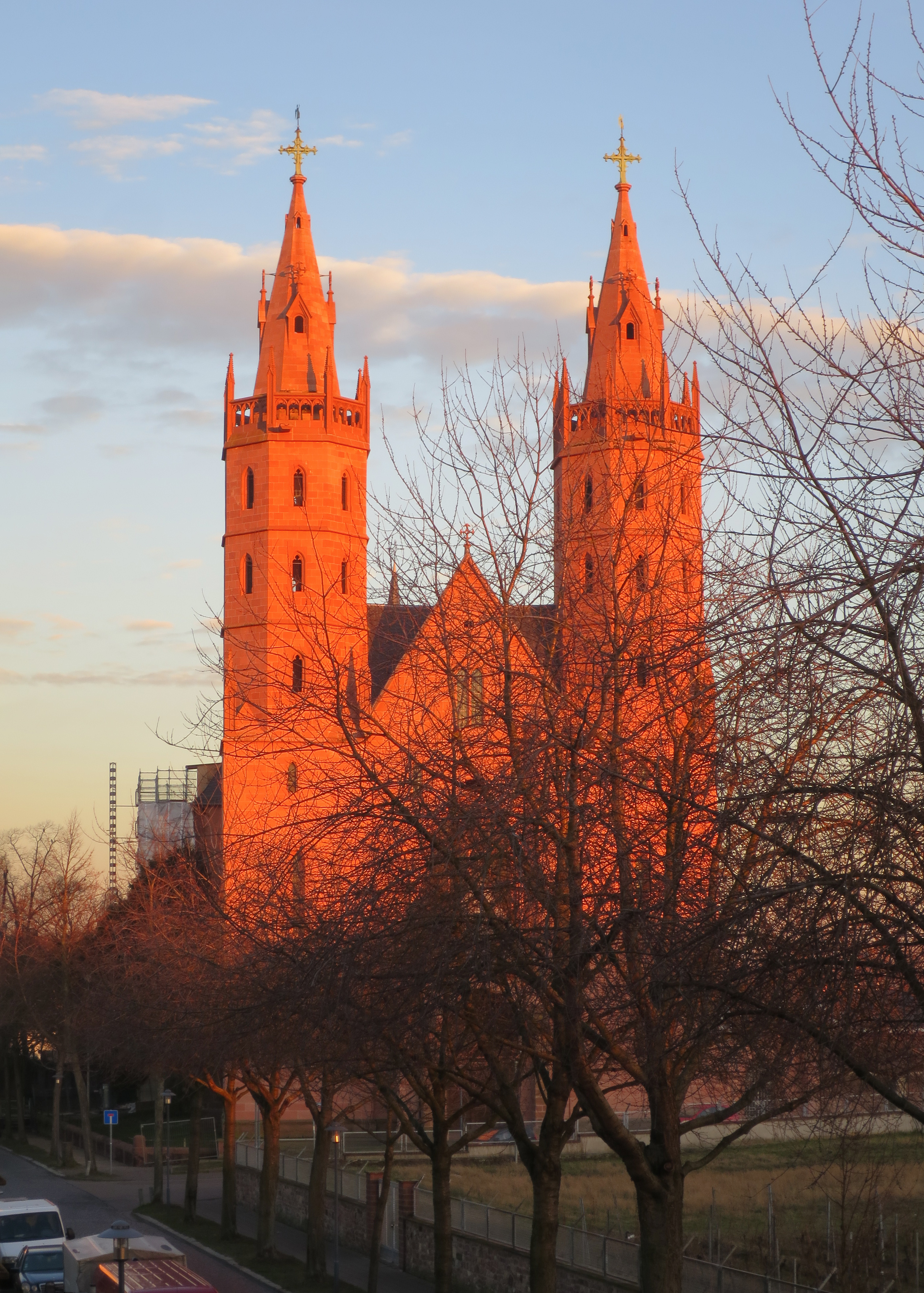
Liebfrauenkirche nördlich der Altstadt
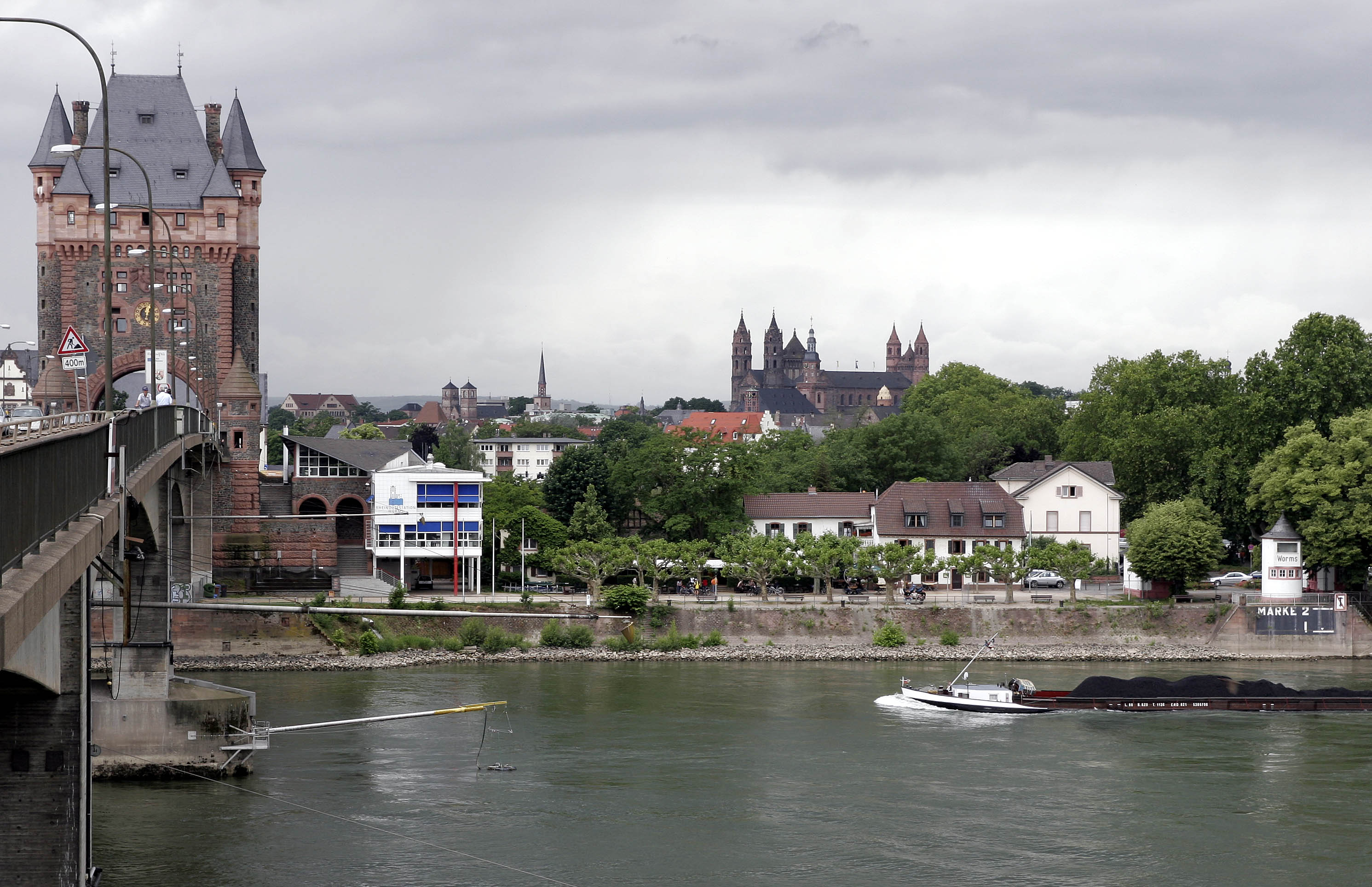
Worms mit Nibelungenbrücke, Dom, Rhein und Rheinpromenade
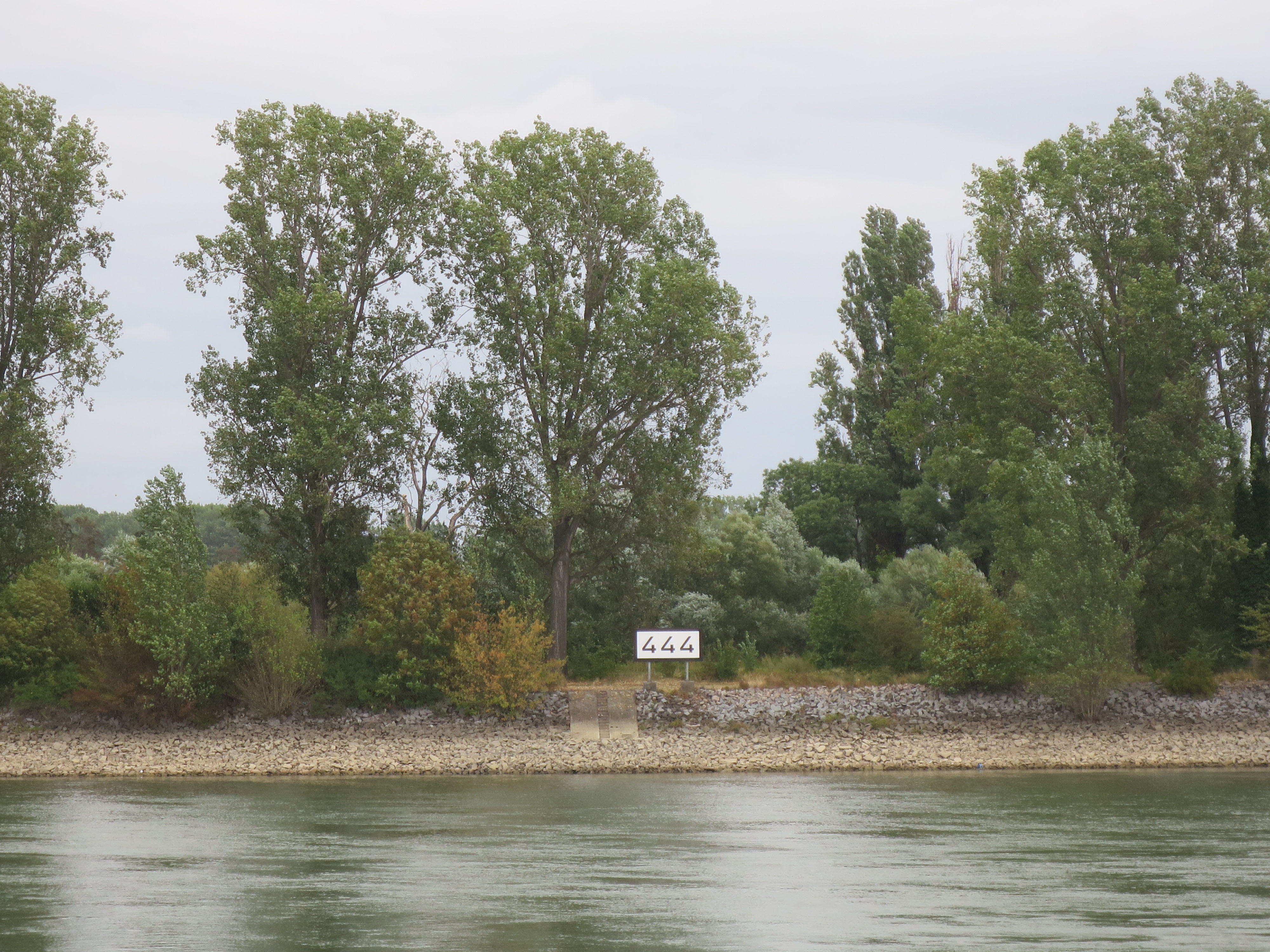
Stromkilometer 444 des Rheins in Worms
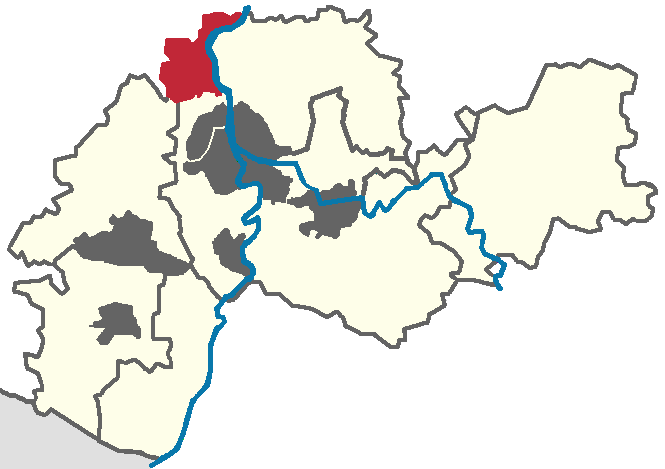
Worms innerhalb der Metropolregion Rhein-Neckar
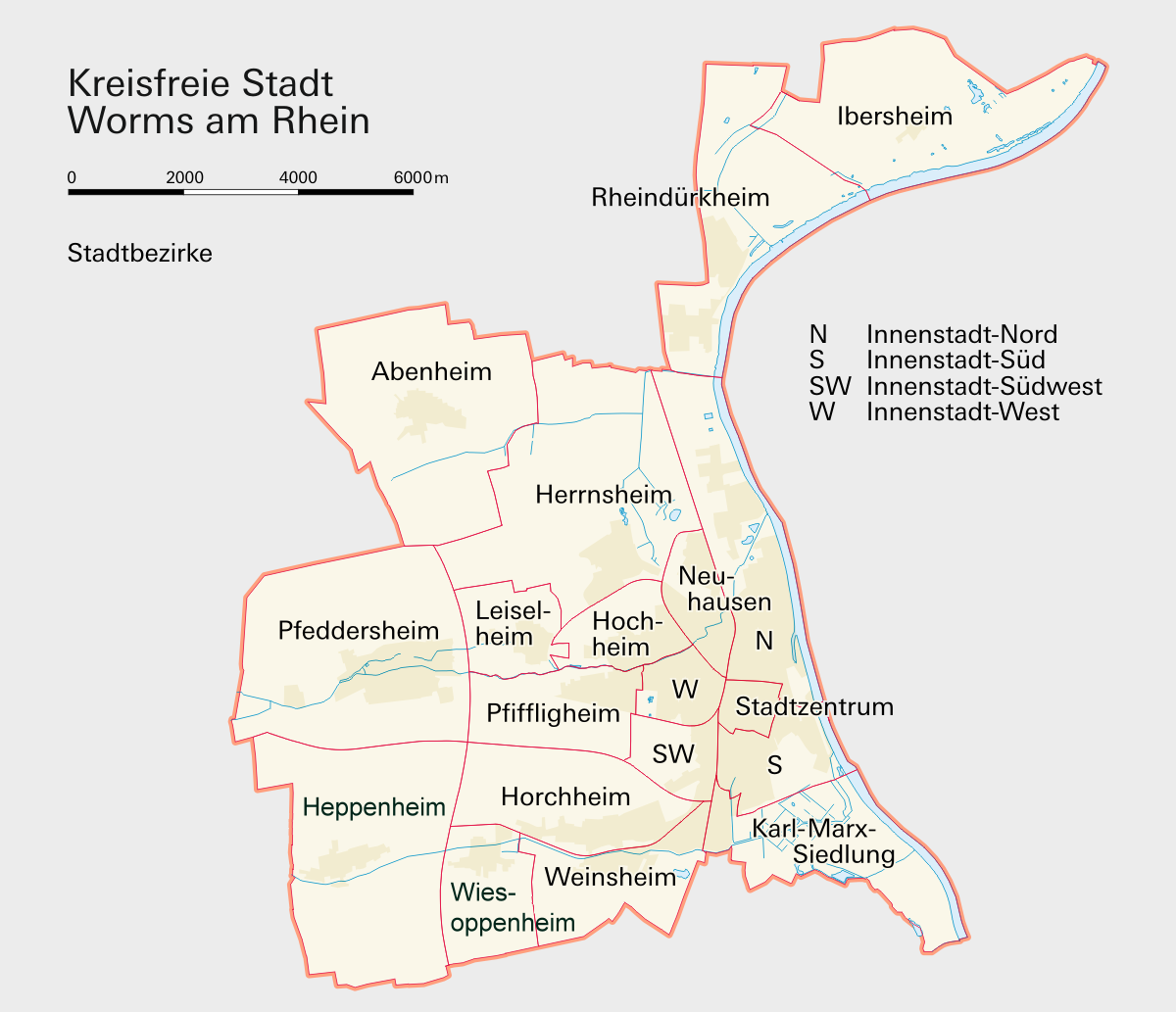
Die 19 Stadtteile von Worms